# Liste der Biografien/Sanc
Liste der Biografien |
Portal Biografien |
Personensuche
# |
A |
B |
C |
D |
E |
F |
G |
H |
I |
J |
K |
L |
M |
N |
O |
P |
Q |
R |
S |
T |
U |
V |
W |
X |
Y |
Z |
?
 
Sa |
Sb |
Sc |
Sd |
Se |
Sf |
Sg |
Sh |
Si |
Sj |
Sk |
Sl |
Sm |
Sn |
So |
Sp |
Sq |
Sr |
Ss |
St |
Su |
Sv |
Sw |
Sy |
Sz
 
Saa |
Sab |
Sac |
Sad |
Sae |
Saf |
Sag |
Sah |
Sai |
Saj |
Sak |
Sal |
Sam |
San |
Sao |
Sap |
Saq |
Sar |
Sas |
Sat |
Sau |
Sav |
Saw |
Sax |
Say |
Saz
 
Sana |
Sanb |
Sanc |
Sand |
Sane |
Sanf |
Sang |
Sanh |
Sani |
Sanj |
Sank |
Sanl |
Sanm |
Sann |
Sano |
Sanp |
Sanq |
Sanr |
Sans |
Sant |
Sanu |
Sanv |
Sanw |
Sany |
Sanz
Die Liste der Biografien führt alle Personen auf, die in der deutschsprachigen Wikipedia einen Artikel haben. Dieses ist eine Teilliste mit 422 Einträgen von Personen, deren Namen mit den Buchstaben „Sanc“ beginnt.

## Sanc

### Sanca
- Sancaklı, Saffet (* 1966), türkischer Fußballspieler
- Sancaktar, İlhan (* 1969), türkischer Fußballspieler
- Sancaktutan, Hafsanur (* 2000), türkische Schauspielerin
- Sancan, Pierre (1916–2008), französischer Pianist, Dirigent und Komponist
- Sancar, Aziz (* 1946), türkisch-amerikanischer GenetikerAziz Sancar (* 1946)

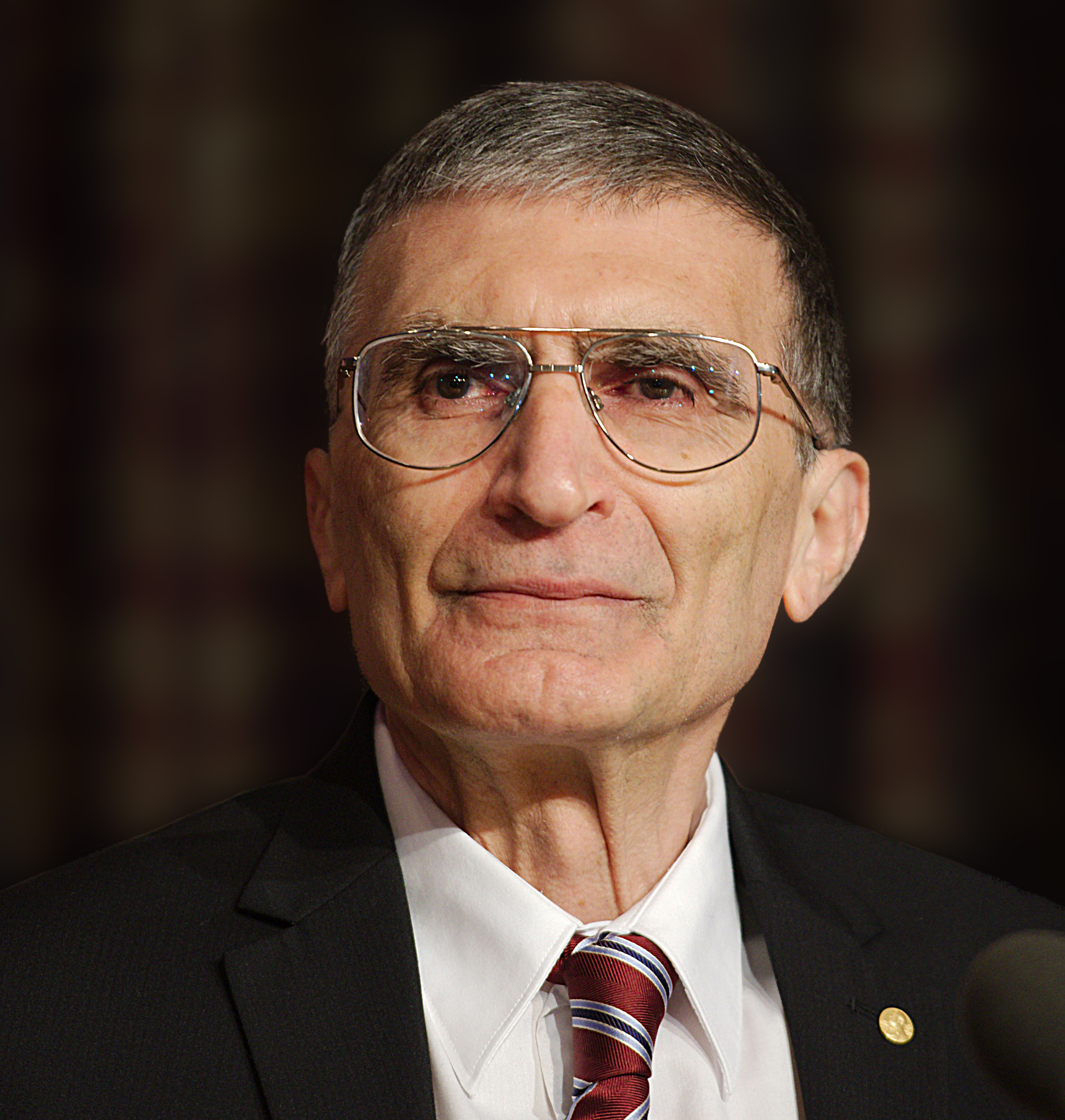
Aziz Sancar (* 1946)

- Sancar, Hasim (* 1960), Schweizer Politiker (GP)
- Sancar, İlhami (1909–1986), türkischer Politiker
- Sancar, Mithat (* 1963), türkisch-kurdischer Abgeordneter und Hochschullehrer
- Sancar, Semih (1911–1984), türkischer General
- Sancassani, Elisabetta (* 1983), italienische Ruderin
- Sancassani, Franco (* 1974), italienischer Ruderer
- Sancassani, Martin (* 1957), deutscher Musiker und Künstler
- Sancassiani, Mathias (1907–1972), luxemburgischer Boxer

### Sance
- Sancerre, Louis de († 1402), Marschall und anschließend ein Connétable von Frankreich
- Sances, Giovanni Felice († 1679), italienischer Komponist und Sänger
- Sancet, Oihan (* 2000), spanischer Fußballspieler

### Sanch

#### Sancha
- Sancha Raimúndez († 1159), Mitglied des Hauses Burgund-Ivrea
- Sancha von Aragon († 1506), uneheliche Tochter des Königs Alfons II.
- Sancha von der Provence († 1261), Königin des Heiligen Römischen Reiches
- Sancha von Kastilien († 1208), Königin von Aragón
- Sancha von León († 1067), Königin von León
- Sancha von Mallorca († 1345), Königin von Neapel
- Sancha y Hervás, Ciriaco (1833–1909), spanischer Geistlicher, Erzbischof von Toledo und Primas von Spanien
- Sancha, Carlos (* 1983), deutscher Rocksänger
- Sancha, Carlos Luis (1920–2001), britischer Porträtmaler
- Sanchai Nontasila (* 1996), thailändischer Fußballspieler
- Sanchai Ratiwatana (* 1982), thailändischer Tennisspieler

#### Sanche

##### Sanches
- Sanches Alves, José Francisco (* 1941), portugiesischer Geistlicher, emeritierter römisch-katholischer Erzbischof von Évora
- Sanches, Alvyn (* 2003), Schweizer FussballspielerAlvyn Sanches (* 2003)

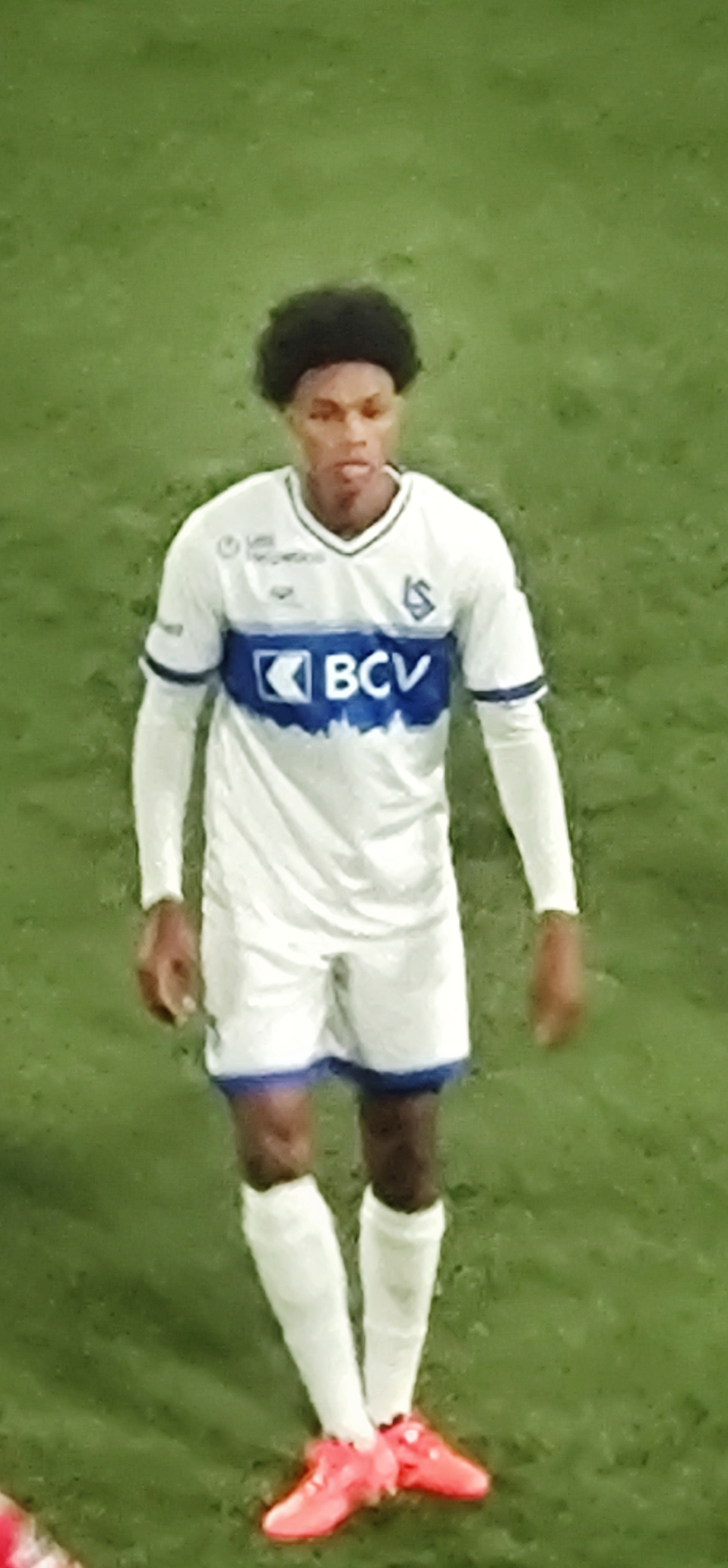
Alvyn Sanches (* 2003)

- Sanches, António Nunes Ribeiro (1699–1783), portugiesischer Arzt, Übersetzer und Enzyklopädist
- Sanches, Bruno (* 1977), französischer Schauspieler und Drehbuchautor
- Sanches, Eveline (* 1996), botswanische Sprinterin
- Sanches, Francisco (1550–1623), Philosoph und Arzt
- Sanches, Renato (* 1997), portugiesischer FußballspielerRenato Sanches (* 1997)

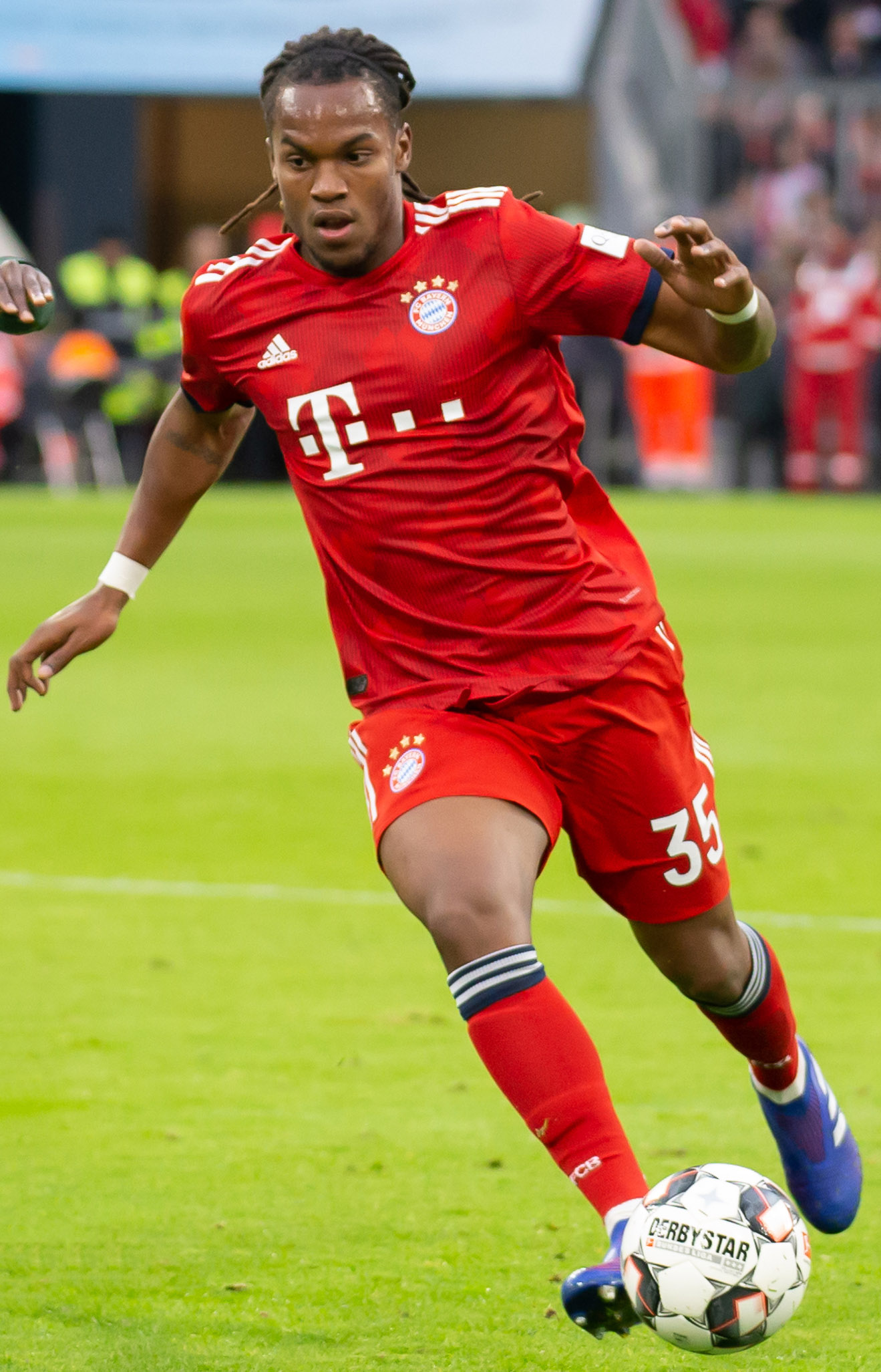
Renato Sanches (* 1997)

##### Sanchez

###### Sanchez A
- Sánchez Abulí, Enrique (* 1945), französischer Comicautor
- Sánchez Acevedo, Antonio (1897–1976), mexikanischer Botschafter
- Sánchez Acosta, Manuel (1914–2006), dominikanischer Arzt und Komponist
- Sánchez Adalid, Jesús (* 1962), spanischer Schriftsteller
- Sánchez Aponte, Luis Felipe (* 1947), kolumbianischer römisch-katholischer Geistlicher, Bischof von Chiquinquirá
- Sánchez Arango, Aureliano (1907–1976), kubanischer Erziehungsminister
- Sánchez Arévalo, Daniel (* 1970), spanischer Regisseur
- Sánchez Armijos, Luis Antonio (* 1943), ecuadorianischer Ordensgeistlicher, römisch-katholischer Bischof von Machala
- Sánchez Arminio, Victoriano (1942–2023), spanischer Fußballschiedsrichter
- Sánchez Ayala, Daniel (* 1990), spanischer Fußballspieler
- Sánchez Ayuso, Manuel (1941–1982), spanischer Ökonom und Politiker (PSOE und PSP)

###### Sanchez B
- Sánchez Barbudo, Antonio (1910–1995), US-amerikanischer Romanist und Hispanist spanischer Herkunft
- Sánchez Besa, José Luis (1879–1955), chilenischer Luftfahrtpionier
- Sánchez Bravo, María (* 1969), spanische Handballspielerin

###### Sanchez C
- Sánchez Camacho, Eduardo (1838–1920), Bischof von Ciudad Victoria-Tamaulipas
- Sánchez Caminero, Maibe Altagracia, dominikanische Diplomatin
- Sánchez Capdevila, José Luis (* 1981), spanischer Fußballspieler
- Sánchez Carrión, Simón Bolívar (* 1971), ecuadorianischer Geistlicher, römisch-katholischer Erzbischof und Diplomat des Heiligen Stuhls
- Sánchez Cerén, Salvador (* 1944), salvadorianischer Politiker
- Sánchez Cerro, Luis Miguel (1889–1933), peruanischer General und Politiker, Präsident von Peru (1930–1931 und 1931–1933)
- Sánchez Cestero, Rafael (1912–1999), dominikanischer Sänger (Tenor)
- Sánchez Cipitria, Fernando (* 1971), spanischer Fußballspieler und -trainer
- Sánchez Coello, Alonso († 1588), spanischer Maler
- Sánchez Cotán, Juan (1560–1627), spanischer Maler
- Sánchez Cribari, Emílson (* 1980), brasilianischer Fußballspieler
- Sánchez Cubillos, Omar Alberto (* 1963), kolumbianischer Ordensgeistlicher und römisch-katholischer Erzbischof von Popayán
- Sánchez Cuesta, Manuel (* 1942), spanischer Philosoph, Ethiker und Humanist

###### Sanchez D
- Sánchez de Arévalo, Rodrigo (1404–1470), spanischer Bischof, Historiker und politischer Theoretiker
- Sánchez de Badajoz, Garci, spanischer Lieddichter und Musiker
- Sánchez de Bustamante y Sirvén, Antonio (1865–1951), kubanischer Rechtswissenschaftler
- Sánchez de la Barreda, Francisco de († 1738), spanischer Jurist, Gouverneur von Chile
- Sánchez de Lozada, Gonzalo (* 1930), bolivianischer Staatspräsident
- Sánchez de Luna, José Antonio (* 1984), spanischer Tennisspieler
- Sánchez de Murillo, José (* 1943), spanisch-deutscher Philosoph und Dichter
- Sánchez de Tejada, Ignacio (1764–1837), kolumbianischer Diplomat
- Sánchez de Toca Calvo, Joaquín (1852–1942), Ministerpräsident von Spanien
- Sánchez de Toca y Alameda, Melchor (* 1966), spanischer Geistlicher
- Sánchez de Urdaneta, Isabel, venezolanische Frauenrechtsaktivistin und Diplomatin
- Sánchez del Río, José (1913–1928), mexikanischer Märtyrer der katholischen Kirche, HeiligerJosé Sánchez del Río (1913–1928)

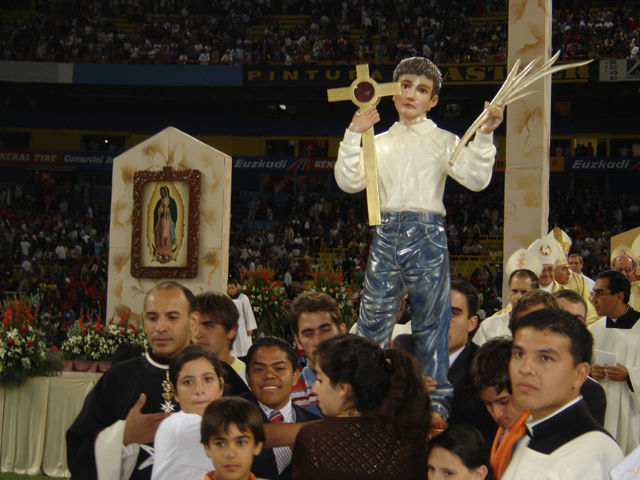
José Sánchez del Río (1913–1928)

###### Sanchez E
- Sánchez Espinosa, Víctor (* 1950), mexikanischer Geistlicher, römisch-katholischer Erzbischof von Puebla de los Ángeles

###### Sanchez F
- Sánchez Ferlosio, Rafael (1927–2019), spanischer Schriftsteller
- Sánchez Fernández, Jaime (* 1973), spanischer Fußballspieler
- Sánchez Fernández, Marcelino (1910–1936), spanischer Oblate der Makellosen Jungfrau Maria, Märtyrer
- Sánchez Flores, Quique (* 1965), spanischer Fußballspieler und -trainerQuique Sánchez Flores (* 1965)

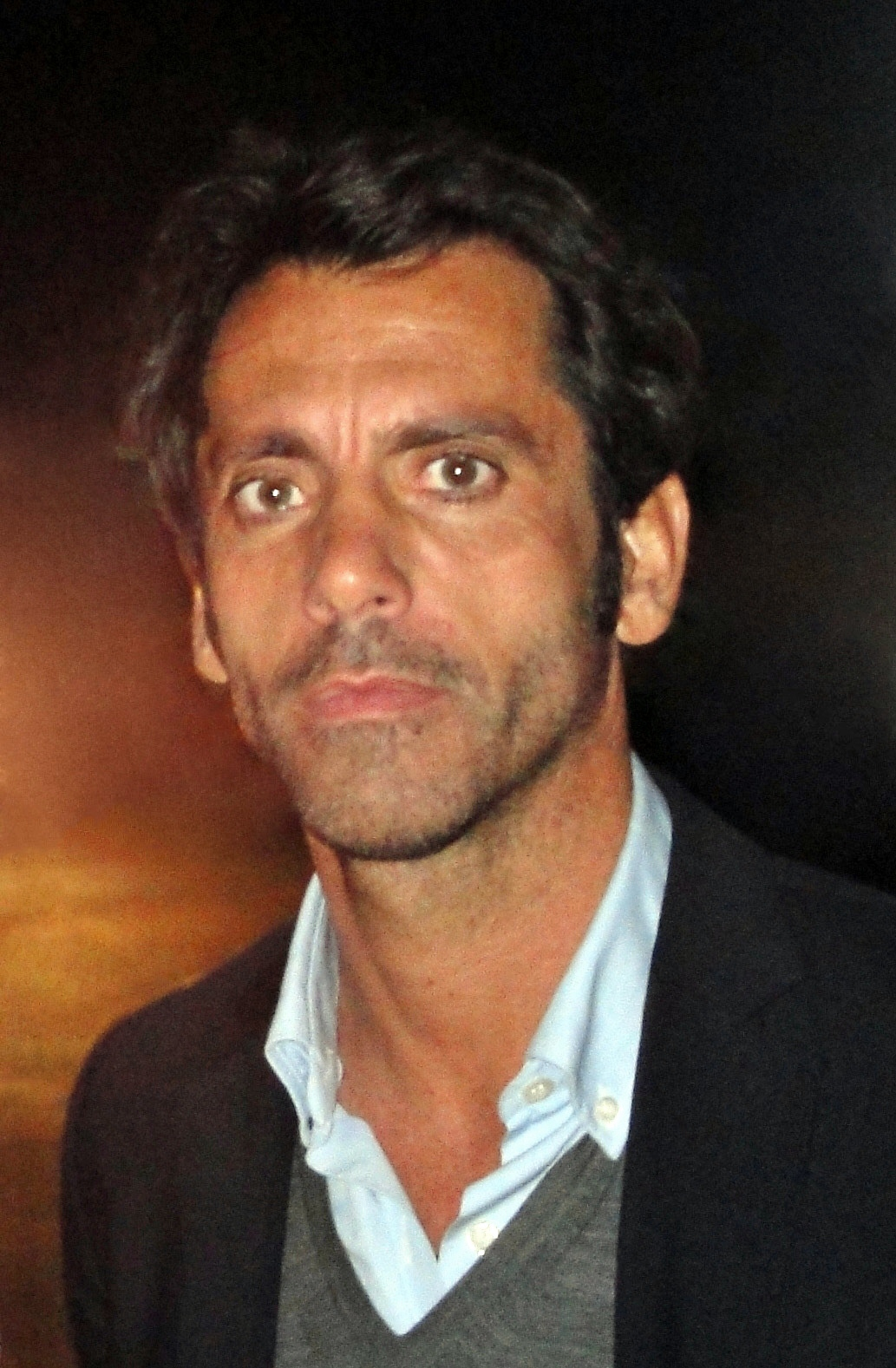
Quique Sánchez Flores (* 1965)

- Sánchez Fuentes, Braulio (1922–2003), mexikanischer Ordensgeistlicher, Prälat von Mixes
- Sánchez Fuentes, Óscar (* 1979), spanischer Fußballspieler

###### Sanchez G
- Sánchez Galán, José Ignacio (* 1950), spanischer Manager
- Sánchez Galindo, Javier (* 1947), mexikanischer Fußballspieler
- Sánchez García, Jesús Enríque (* 1989), mexikanischer Fußballspieler
- Sánchez Gavito y Piña, María Antonieta (1921–2004), mexikanische Botschafterin
- Sánchez Gavito, Vicente (1910–1977), mexikanischer Botschafter
- Sánchez González, Enrique (* 1958), mexikanischer Ordensgeistlicher, Generaloberer der Comboni-Missionare
- Sánchez González, José (* 1934), spanischer Geistlicher, emeritierter Bischof von Sigüenza-Guadalajara
- Sánchez González, Rogelio (1921–2011), mexikanischer Geistlicher, Bischof von Colima
- Sánchez Gorio, Juan (1920–1979), argentinischer Bandoneonist, Bandleader und Tangokomponist
- Sánchez Guerrero, Hugo (* 1981), mexikanischer Fußballspieler

###### Sanchez H
- Sánchez Hernández, Fidel (1917–2003), salvadorianischer Politiker
- Sánchez Huerta, Mario (1926–1987), mexikanischer Fußballspieler

###### Sanchez I
- Sánchez i Deyà, Domènec (1852–1925), katalanischer klassischer Violinist, Komponist und Musikpädagoge
- Sánchez i Gavagnach, Francesc de Paula (1845–1918), spanischer Komponist
- Sànchez i Picanyol, Jordi (* 1964), spanischer Politikwissenschaftler und Politiker
- Sánchez Izquierdo, Nikolás (* 1999), spanischer Tennisspieler

###### Sanchez J
- Sánchez Jover, Carlos (* 2000), spanischer Tennisspieler
- Sánchez Juárez, Delfín (1918–1984), mexikanischer Botschafter

###### Sanchez L
- Sánchez Lansch, Enrique (* 1963), deutscher Filmproduzent und Regisseur von Dokumentarfilmen
- Sánchez Larrudet, Yosvany (* 1975), kubanischer Ringer
- Sánchez Loaiza, Ángel Polivio (* 1946), ecuadorianischer Geistlicher, emeritierter römisch-katholischer Bischof von Machala
- Sánchez López, Pablo (* 1990), mexikanischer Rennfahrer
- Sánchez Lorenzo, María (* 1977), spanische Tennisspielerin

###### Sanchez M
- Sánchez Mantecón, Roberto (* 1996), spanischer Triathlet
- Sánchez Marcos, Fernando (1943–2020), spanischer Historiker
- Sánchez Márquez, Horacio (* 1953), mexikanischer Fußballtorhüter
- Sánchez Martínez, Enrique (* 1960), mexikanischer Geistlicher und römisch-katholischer Bischof von Mexicali
- Sánchez Martínez, José María (* 1983), spanischer Fußballschiedsrichter
- Sánchez Martínez, Juan Carlos (* 1987), spanischer Fußballspieler
- Sánchez Mata, Víctor (* 1987), spanischer Fußballspieler
- Sánchez Méndez, Juan (* 1967), spanischer Iberoromanist
- Sánchez Miño, Juan (* 1990), argentinischer Fußballspieler
- Sánchez Moccia, Rocío (* 1988), argentinische Hockeyspielerin
- Sánchez Monge, Manuel (* 1947), spanischer Geistlicher, emeritierter römisch-katholischer Bischof von Santander
- Sánchez Montero, Simón (1915–2006), spanischer Politiker, Autor und Journalist
- Sánchez Mulet, Enriquillo (1947–2004), dominikanischer Schriftsteller, Journalist und Hochschullehrer

###### Sanchez N
- Sánchez Núñez, María José (* 1961), spanische Comiczeichnerin

###### Sanchez P
- Sánchez Palomino, Roberto (* 1969), peruanischer Psychologe und Politiker
- Sánchez Pareja, Eusebio (* 1716), spanischer Kolonialverwalter, interimistischer Vizekönig von Neuspanien
- Sánchez Peña, Alfonso (1913–1997), katholischer Bischof
- Sánchez Pérez, Manuel, mexikanischer Fußballspieler
- Sánchez Piñol, Albert (* 1965), katalanischer SchriftstellerAlbert Sánchez Piñol (* 1965)

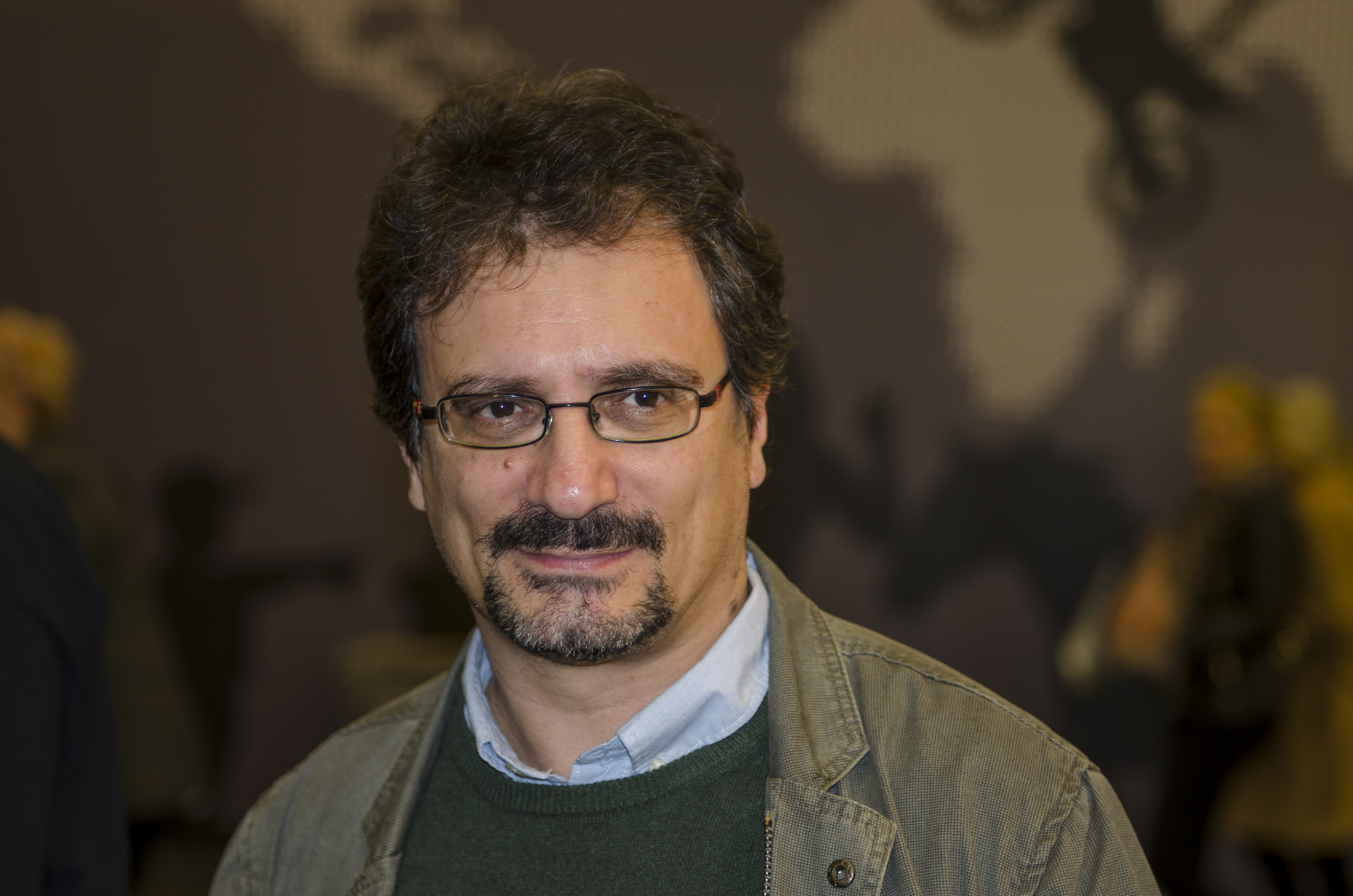
Albert Sánchez Piñol (* 1965)

- Sánchez Polack, Fernando (1920–1982), spanischer Schauspieler
- Sánchez Pontón, Luis (1895–1969), mexikanischer Botschafter
- Sánchez Porras, José Hernán (1944–2014), venezolanischer Geistlicher und Theologe, katholischer Militärbischof von Venezuela
- Sánchez Portugal, Hugo (1984–2014), mexikanischer Fußballspieler auf der Position eines Verteidigers
- Sánchez Presedo, Antolín (* 1955), spanischer Politiker (PSOE), MdEP

###### Sanchez R
- Sánchez Ramos, Joel (* 1974), mexikanischer Fußballspieler
- Sánchez Rico Soto, Iván (* 1980), spanischer Fußballspieler
- Sánchez Rivas, Melitón (* 1934), panamaischer Finanzmanager und Sportfunktionär
- Sánchez Rodríguez, David (* 1982), spanischer Fußballspieler
- Sánchez Rodríguez, Eleuterio (* 1942), spanischer Dieb, Ausbrecher, Rechtsanwalt und Autor
- Sánchez Ruíz, Francisco (* 1991), spanischer Poolbillardspieler

###### Sanchez S
- Sánchez Salazar, Gustavo (* 1928), bolivianischer Journalist und Politiker
- Sánchez Saornil, Lucía (1895–1970), spanische Schriftstellerin und Anarchistin
- Sánchez Sebastián, Santiago (* 1957), spanischer Ordensgeistlicher, Prälat von Lábrea
- Sánchez Solá, José Luis (* 1959), mexikanischer Fußballtrainer
- Sánchez Solari, Hugo (1935–2024), peruanischer Politiker
- Sánchez Sorondo, Marcelo (* 1942), argentinischer Geistlicher, Kurienbischof der römisch-katholischen Kirche

###### Sanchez T
- Sánchez Tinoco, Alfonso (1918–1970), mexikanischer Geistlicher, römisch-katholischer Bischof von Papantla

###### Sanchez U
- Sánchez Uríbe, María José (* 2008), kolumbianische Tennisspielerin

###### Sanchez V
- Sánchez Varona, Luis (1923–1989), kubanischer Geologe und Wirbeltier-Paläontologe
- Sánchez Vázquez, Adolfo (1915–2011), spanischer Philosoph, Literaturkritiker und Schriftsteller
- Sánchez Vicario, Arantxa (* 1971), spanische TennisspielerinArantxa Sánchez Vicario (* 1971)

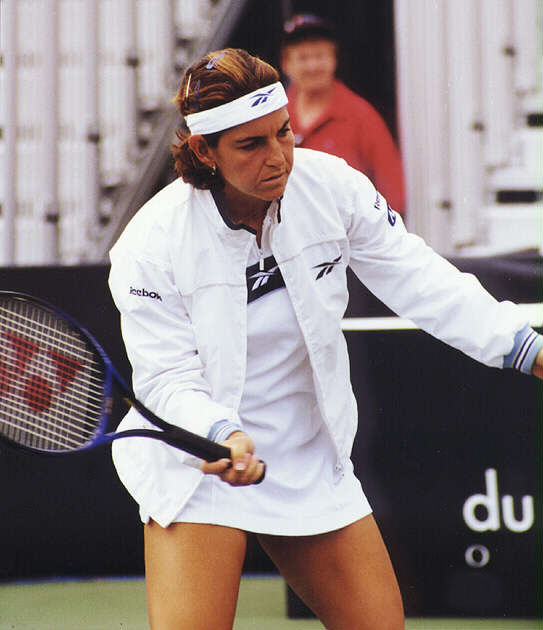
Arantxa Sánchez Vicario (* 1971)

- Sánchez Vicario, Emilio (* 1965), spanischer Tennisspieler
- Sánchez Vidal, Agustín (* 1948), spanischer Autor und Hochschullehrer
- Sánchez Vilella, Roberto (1913–1997), puerto-ricanischer Politiker
- Sánchez Vinent, Yanisleidis (* 1996), kubanische Beachvolleyballspielerin

###### Sanchez Y
- Sánchez y Gutiérrez de Castro, Juan Manuel (1850–1906), spanischer Politiker
- Sánchez Yacuta, Marco (* 1972), mexikanischer Fußballspieler

###### Sanchez,
- Sánchez, Aaron (* 1996), andorranischer Fußballspieler
- Sanchez, Abel, mexikanischer Boxtrainer
- Sánchez, Adrián (* 1999), argentinischer Fußballspieler
- Sánchez, Agapito (1970–2005), dominikanischer Boxer
- Sánchez, Alci († 1998), venezolanischer Sänger dominikanischer Herkunft
- Sanchez, Alex (* 1973), puerto-ricanischer Boxer im Strohgewicht
- Sánchez, Alexander (* 1983), costa-ricanischer Straßenradrennfahrer
- Sánchez, Alexis (* 1988), chilenischer FußballspielerAlexis Sánchez (* 1988)

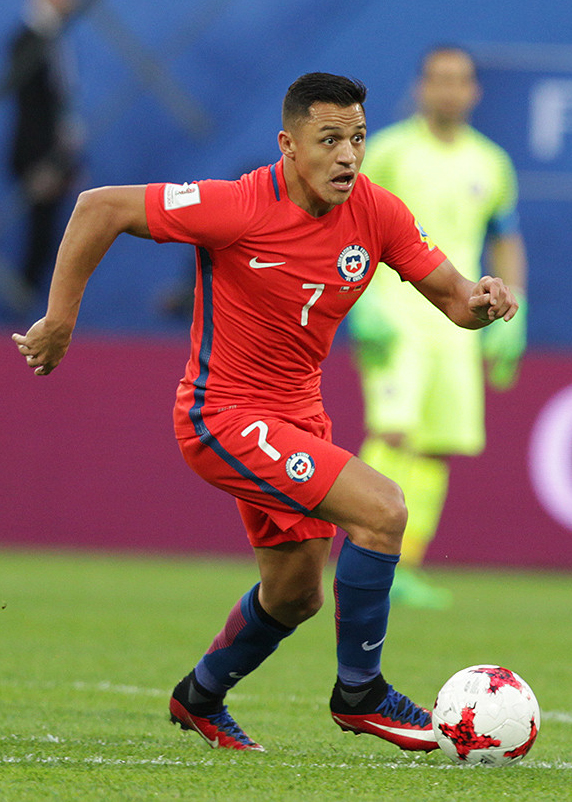
Alexis Sánchez (* 1988)

- Sánchez, Alfons (* 1974), andorranischer Fußballspieler
- Sánchez, Alfredo (* 1904), mexikanischer Fußballspieler
- Sánchez, Amaury, dominikanischer Musiker, Dirigent, Komponist und Musikpädagoge
- Sánchez, Amparo (* 1969), spanische Sängerin und Gitarristin
- Sánchez, Ana Sofía (* 1994), mexikanische Tennisspielerin
- Sánchez, Andrea (* 1997), spanische Fußballspielerin
- Sanchez, Angelica (* 1972), US-amerikanische Improvisations- und Jazzmusikerin (Piano, Komposition)
- Sánchez, Aníbal (* 1984), venezolanischer Baseballspieler
- Sánchez, Antonio (* 1963), spanischer Leichtathlet
- Sánchez, Antonio (* 1971), mexikanischer Jazzschlagzeuger
- Sanchez, Antonio Leyza († 2021), philippinischer Politiker
- Sanchez, Arantxa (* 1994), kolumbianische Tennisspielerin
- Sánchez, Ariana (* 1997), spanische Padelspielerin
- Sánchez, Aries (* 1996), venezolanische Leichtathletin
- Sanchez, Ashley (* 1999), US-amerikanische Fußballspielerin
- Sanchez, Ashlyn (* 1996), US-amerikanische Schauspielerin
- Sánchez, Ataúlfo (1934–2015), argentinischer Fußballtorhüter
- Sanchez, Augie (* 1977), US-amerikanischer Boxer
- Sánchez, Augusto (* 1983), dominikanischer Radrennfahrer
- Sánchez, Beatriz (* 1970), chilenische Journalistin und Politikerin der Frente Amplio
- Sánchez, Belén (* 1972), spanische Kanutin
- Sánchez, Blas (1943–1999), mexikanischer Fußballtorhüter
- Sanchez, Boris (* 1985), US-amerikanischer Journalist und Moderator
- Sanchez, Caitlin (* 1996), US-amerikanische Schauspielerin und Synchronsprecherin
- Sánchez, Carlos (* 1980), mexikanischer Fußballspieler
- Sánchez, Carlos (* 1984), uruguayischer Fußballspieler
- Sánchez, Carlos (* 1986), kolumbianischer Fußballspieler
- Sánchez, Carlos Alberto (* 1963), argentinischer Geistlicher, römisch-katholischer Erzbischof von Tucumán
- Sánchez, Carmen (* 1990), spanische Sprinterin
- Sánchez, Carol (* 1986), costa-ricanische Fußballspielerin
- Sánchez, Celia (1920–1980), kubanische Revolutionärin und Politikerin
- Sánchez, César (* 1971), spanischer Fußballspieler
- Sánchez, Clara (* 1955), spanische Schriftstellerin
- Sanchez, Clara (* 1983), französische Radrennfahrerin
- Sanchez, Claudio (* 1978), US-amerikanischer Rockmusiker und Comiczeichner
- Sánchez, Clemente (1947–1978), mexikanischer Boxer im Federgewicht
- Sánchez, Cristina (* 1971), spanische StierkämpferinCristina Sánchez (* 1971)

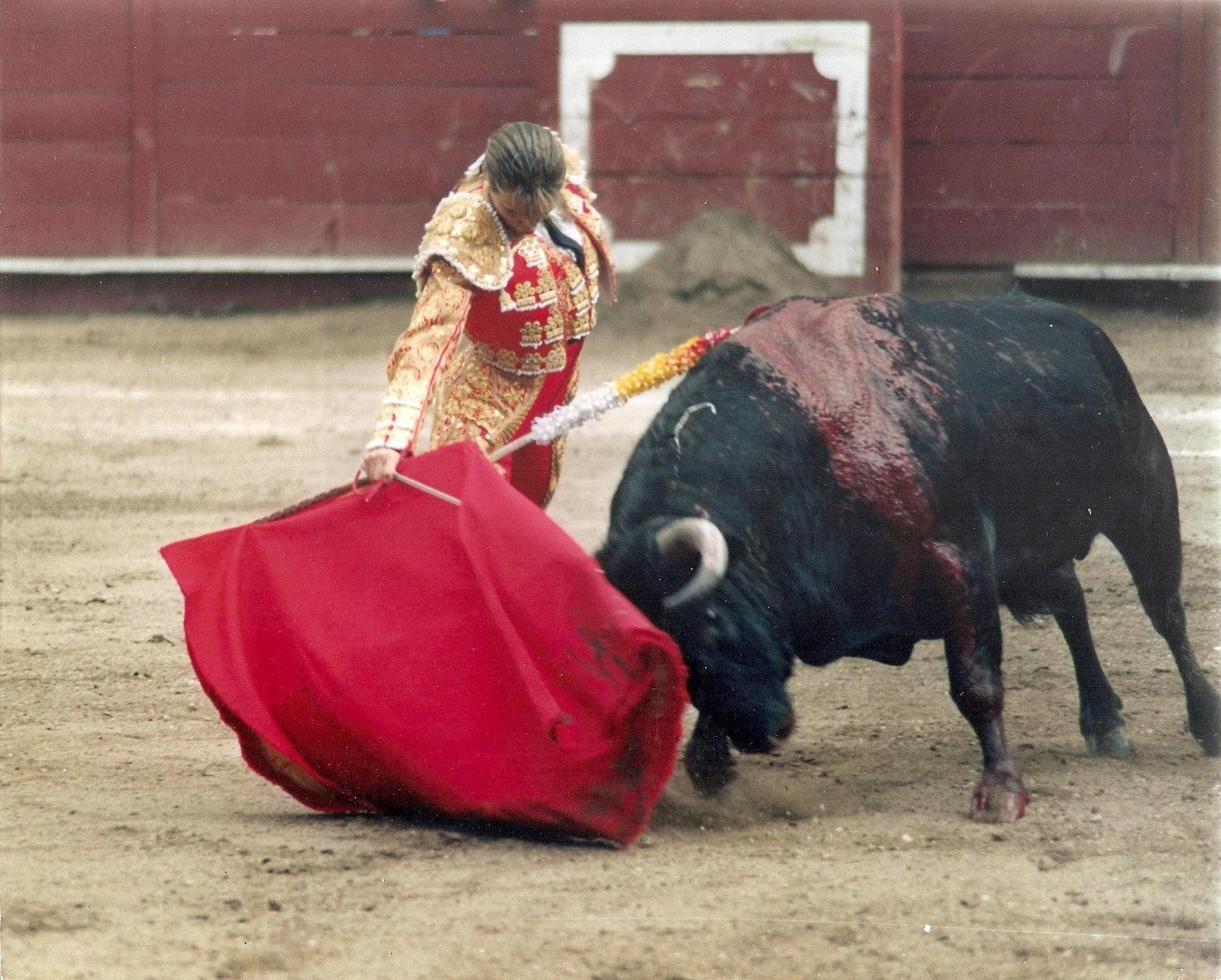
Cristina Sánchez (* 1971)

- Sanchez, Daniel (* 1953), französischer Fußballspieler und Fußballtrainer
- Sánchez, Daniel (* 1961), uruguayischer Fußballspieler und -trainer
- Sánchez, Daniel (* 1974), spanischer Karambolagespieler
- Sánchez, Dardo (* 1957), uruguayischer Politiker
- Sánchez, David (* 1968), puerto-ricanischer Jazz-Saxophonist
- Sánchez, David (* 1978), spanischer Tennisspieler
- Sánchez, Davinson (* 1996), kolumbianischer FußballspielerDavinson Sánchez (* 1996)

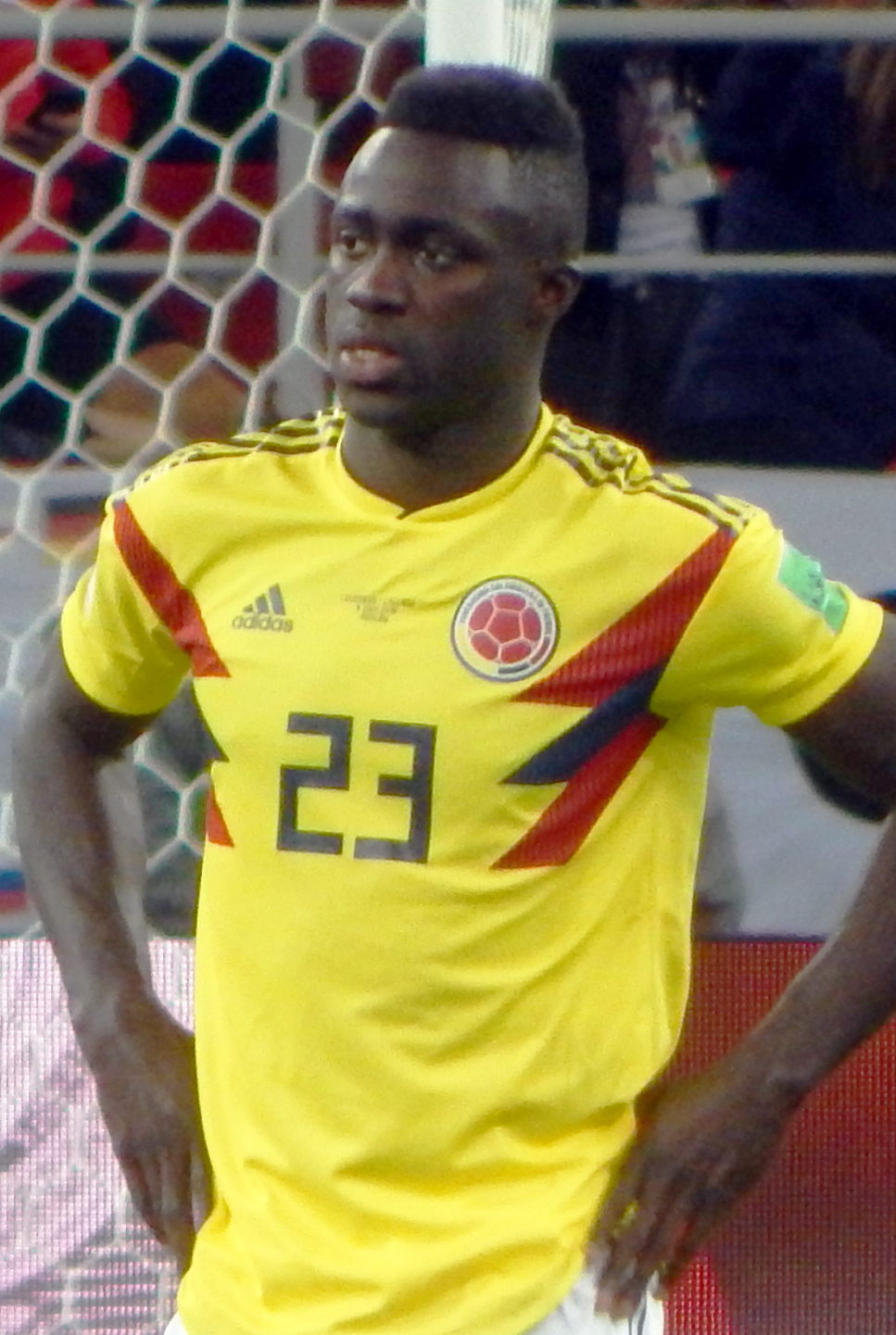
Davinson Sánchez (* 1996)

- Sanchez, Diego (* 1981), US-amerikanischer Mixed-Martial-Arts-Kämpfer
- Sánchez, Diego (* 1987), chilenischer Fußballspieler
- Sanchez, Eddermys (* 1980), belizischer Judoka
- Sánchez, Eder (* 1986), mexikanischer Leichtathlet
- Sánchez, Eduardo (* 1968), amerikanischer Filmregisseur, Drehbuchautor und Filmproduzent
- Sánchez, Eduardo Li (* 1958), costa-ricanischer Fußballfunktionär
- Sánchez, Edwin (* 1983), kolumbianischer Straßenradrennfahrer
- Sánchez, Efraín (1926–2020), kolumbianischer Fußballspieler und -trainer
- Sánchez, Eladio (* 1984), spanischer Radrennfahrer
- Sánchez, Enrique (* 1972), mexikanischer Boxer im Superbantamgewicht
- Sánchez, Érick (* 1997), dominikanischer Sprinter
- Sánchez, Erika (* 1984), amerikanische Autorin
- Sánchez, Ernesto, mexikanischer Fußballspieler
- Sanchez, Fabien (* 1983), französischer Radrennfahrer
- Sánchez, Facundo (* 1990), argentinischer Fußballspieler
- Sánchez, Felipe (* 2004), argentinischer Fußballspieler
- Sánchez, Félix (* 1975), spanischer Fußballtrainer
- Sánchez, Félix (* 1977), dominikanischer Hürdenläufer
- Sánchez, Florencio (1875–1910), uruguayischer Schriftsteller und Dramatiker

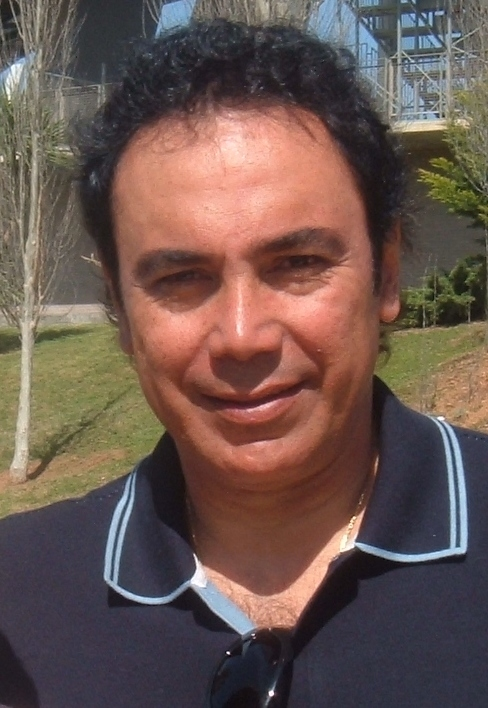
Hugo Sánchez (* 1958)

- Sánchez, Fran (* 1990), spanischer Fußballspieler
- Sánchez, Francisco († 1951), chilenischer Fußballspieler
- Sánchez, Francisco (* 1965), spanischer Segler
- Sánchez, Frank (* 1994), peruanischer Sprinter
- Sánchez, Germán (* 1967), mexikanischer Geher
- Sánchez, Germán (* 1989), spanischer Rennfahrer
- Sánchez, Germán (* 1992), mexikanischer Wasserspringer
- Sánchez, Hugo (* 1958), mexikanischer Fußballspieler und -trainerHugo Sánchez (* 1958)
- Sánchez, Ilie (* 1990), spanischer Fußballspieler
- Sánchez, Ismael (* 1982), dominikanischer Radrennfahrer
- Sánchez, Javier (* 1968), spanischer Tennisspieler
- Sánchez, Jesús (* 1987), peruanischer Fußballschiedsrichterassistent
- Sánchez, Jhumiler (* 2004), paraguayischer Leichtathlet
- Sánchez, Joel (* 1964), mexikanischer Geher
- Sánchez, Joel (* 1989), peruanischer Fußballspieler
- Sanchez, John (* 1963), US-amerikanischer Politiker
- Sánchez, Jorge (* 1997), mexikanischer Fußballspieler
- Sánchez, José (1920–2012), philippinischer Geistlicher, Erzbischof von Nueva Segovia und Kurienkardinal
- Sánchez, José (* 1941), costa-ricanischer Radrennfahrer
- Sánchez, José Miguel (* 1969), kubanischer Science-Fiction-Autor und Heavy-Metal-Sänger
- Sánchez, Joseph (* 1948), amerikanischer Künstler, Kurator und Aktivist
- Sánchez, Jozabed (* 1991), spanischer Fußballspieler
- Sánchez, Juan (* 1938), spanischer Radrennfahrer
- Sánchez, Juan (* 1972), spanischer Fußballspieler
- Sánchez, Juan Carlos junior (* 1991), mexikanischer Boxer
- Sánchez, Juan Félix (1900–1997), venezolanischer Künstler und Handwerker
- Sánchez, Juan Ignacio (* 1977), argentinischer Basketballspieler
- Sánchez, Juan Miguel Cubas (* 1969), spanischer Bildhauer
- Sánchez, Juli (* 1978), andorranischer Fußballspieler
- Sánchez, Julia (1930–2001), peruanische Sprinterin
- Sánchez, Julián (* 1980), spanischer Radrennfahrer
- Sánchez, Julián (* 1988), mexikanischer Wasserspringer
- Sanchez, Julien (* 1950), französischer Autorennfahrer
- Sanchez, Kayla (* 2001), kanadische Schwimmerin
- Sanchez, Kiele (* 1977), US-amerikanische SchauspielerinKiele Sanchez (* 1977)

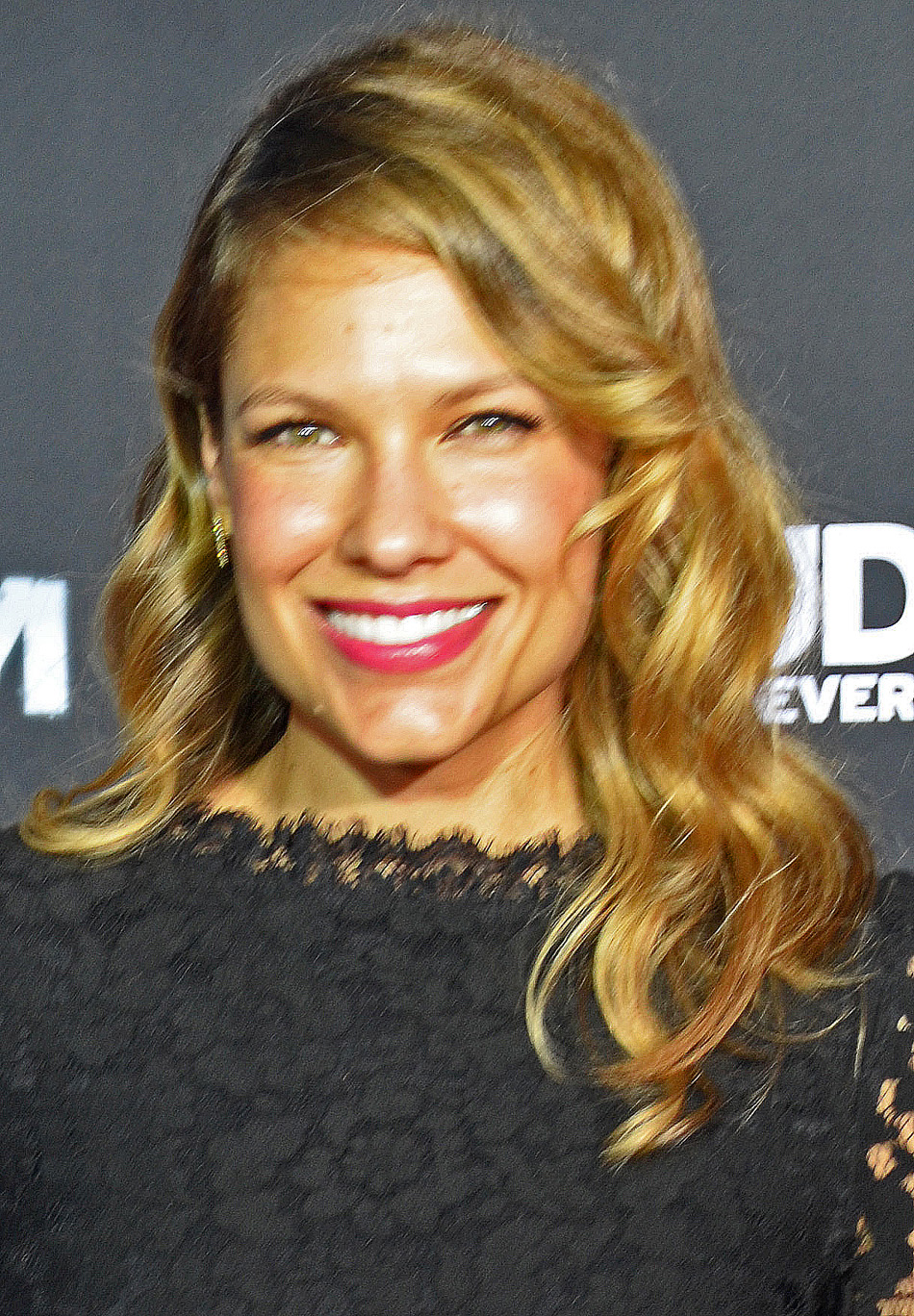
Kiele Sanchez (* 1977)

- Sanchez, Kyndra (* 2006), US-amerikanische Schauspielerin
- Sánchez, Laura (* 1985), mexikanische Wasserspringerin
- Sánchez, Lauren (* 1969), US-amerikanische Nachrichtensprecherin, Schauspieler und UnternehmerinLauren Sánchez (* 1969)

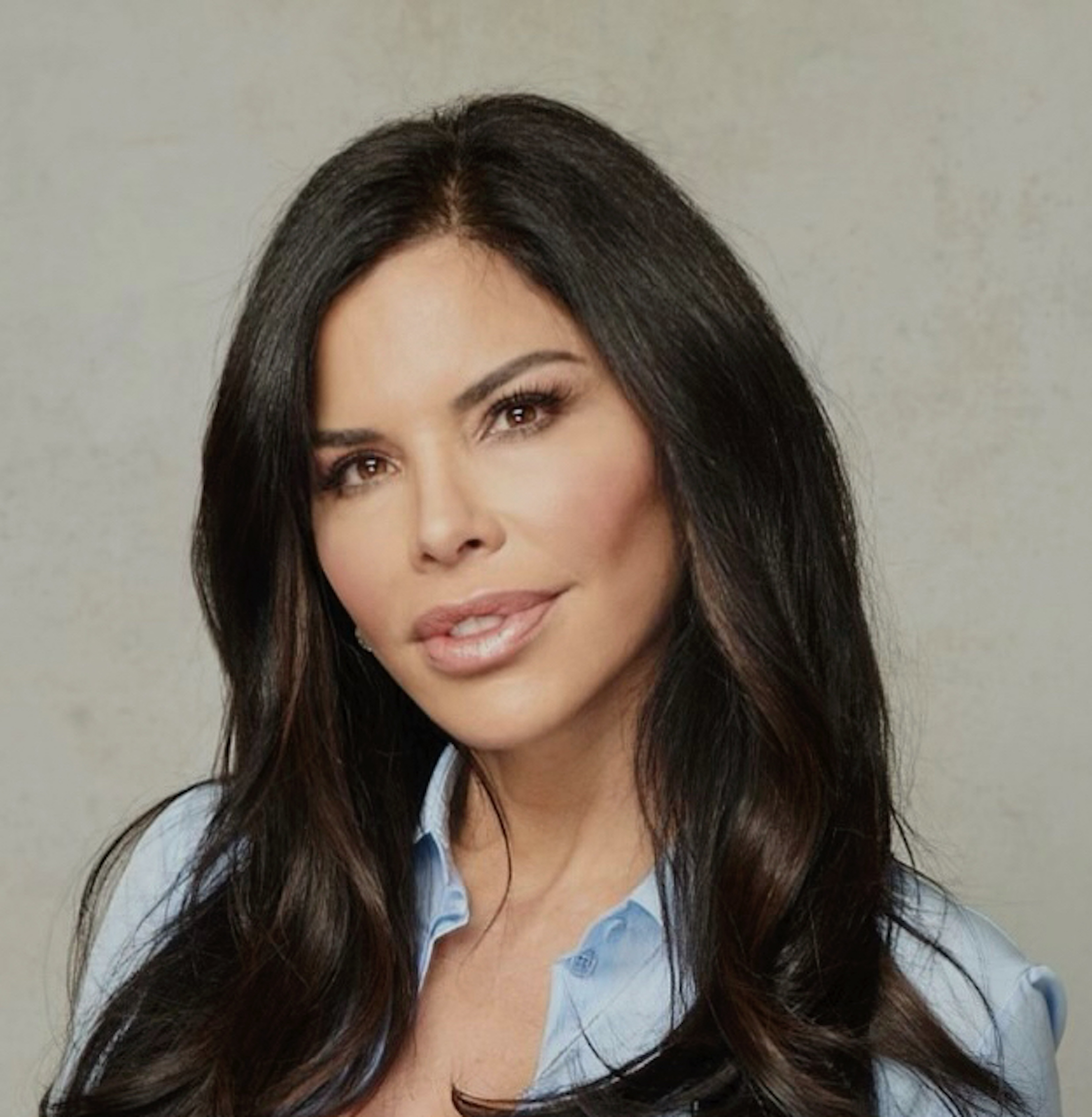
Lauren Sánchez (* 1969)

- Sanchez, Lawrie (* 1959), nordirischer Fußballspieler und -trainer
- Sánchez, Leonel (1936–2022), chilenischer Fußballspieler
- Sánchez, Liborio (* 1989), mexikanischer Fußballspieler
- Sánchez, Linda (* 1969), US-amerikanische Politikerin
- Sánchez, Lola (* 1978), spanische Politikerin, MdEP
- Sanchez, Loretta (* 1960), US-amerikanische Politikerin der Demokratischen Partei
- Sanchez, Luca (* 1999), französischer Tennisspieler
- Sánchez, Luciano (* 1944), spanischer Fußballspieler
- Sánchez, Luis Alberto (1900–1994), peruanischer Politiker, Historiker, Journalist und Schriftsteller
- Sánchez, Luis Ángel (* 1993), guatemaltekischer Leichtathlet
- Sánchez, Luis León (* 1983), spanischer Radrennfahrer
- Sánchez, Luis Miguel, venezolanischer Poolbillard- und Snookerspieler
- Sánchez, Luis Rafael (* 1936), puertoricanischer Schriftsteller, Dramatiker und Hochschullehrer
- Sánchez, Manu (* 2000), spanischer Fußballspieler
- Sánchez, Manuel (* 1991), mexikanischer Tennisspieler
- Sanchez, Marco (* 1970), US-amerikanischer Schauspieler und Produzent
- Sánchez, Marcos (* 1989), panamaischer Fußballspieler
- Sanchez, Maria (* 1968), deutsche Autorin und TraumatherapeutinMaria Sanchez (* 1968)

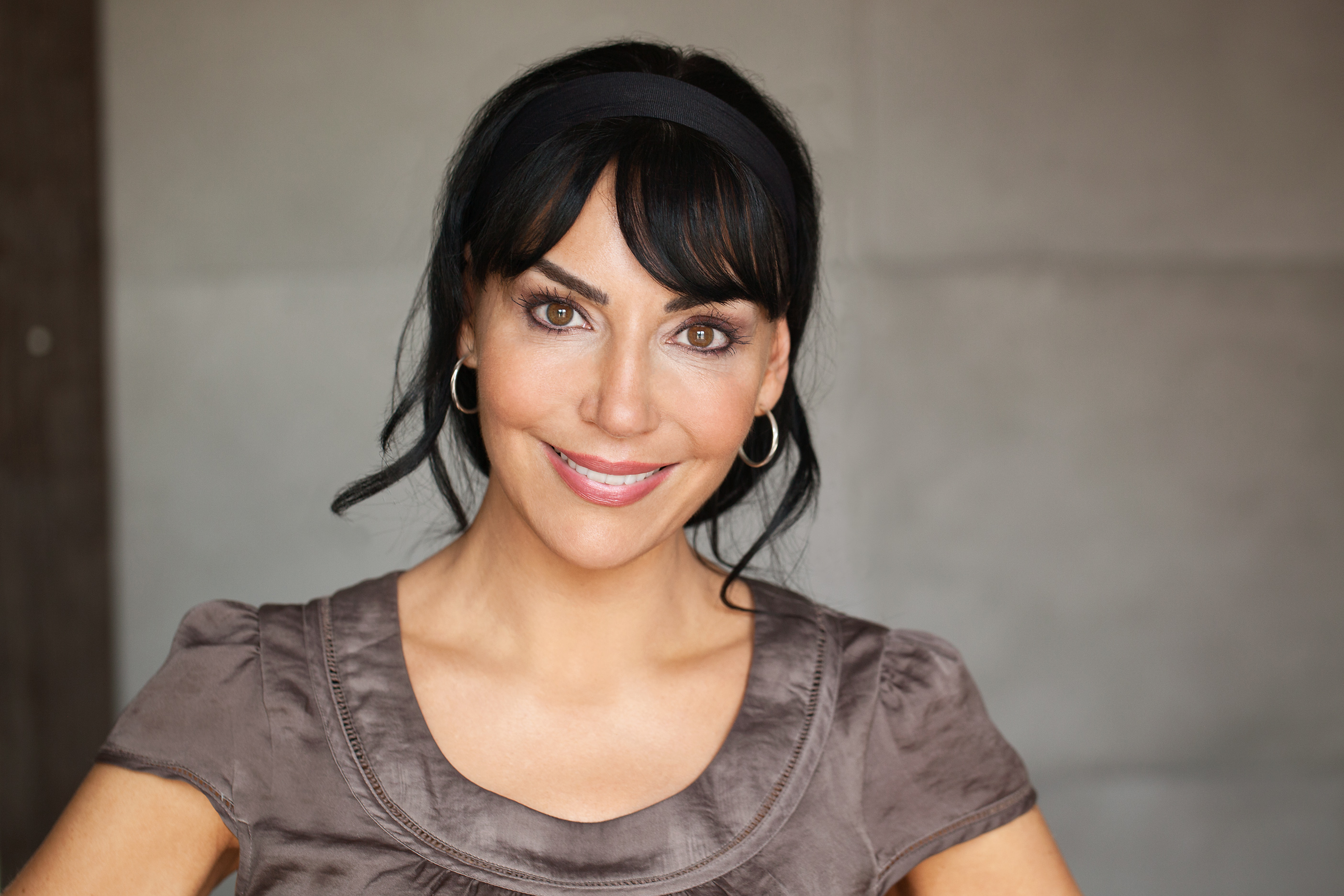
Maria Sanchez (* 1968)

- Sanchez, Maria (* 1989), US-amerikanische Tennisspielerin
- Sánchez, María Andrea (* 1994), mexikanische Fußballspielerin
- Sánchez, Maria Elena (* 1994), spanische Wasserballspielerin
- Sánchez, María Guadalupe (* 1977), mexikanische Geherin
- Sánchez, Marianela (* 1953), dominikanische Sängerin
- Sánchez, Mariely (* 1988), dominikanische Sprinterin
- Sanchez, Mark, Maskenbildner
- Sanchez, Mark (* 1986), US-amerikanischer American-Football-Spieler
- Sánchez, Marta (* 1966), spanische Sängerin
- Sánchez, Marta (* 1973), kubanische Volleyballnationalspielerin
- Sánchez, Marta, spanische Jazzmusikerin (Piano)
- Sánchez, Marta (* 1995), spanische Triathletin
- Sanchez, Michel (* 1957), französischer MusikerMichel Sanchez (* 1957)

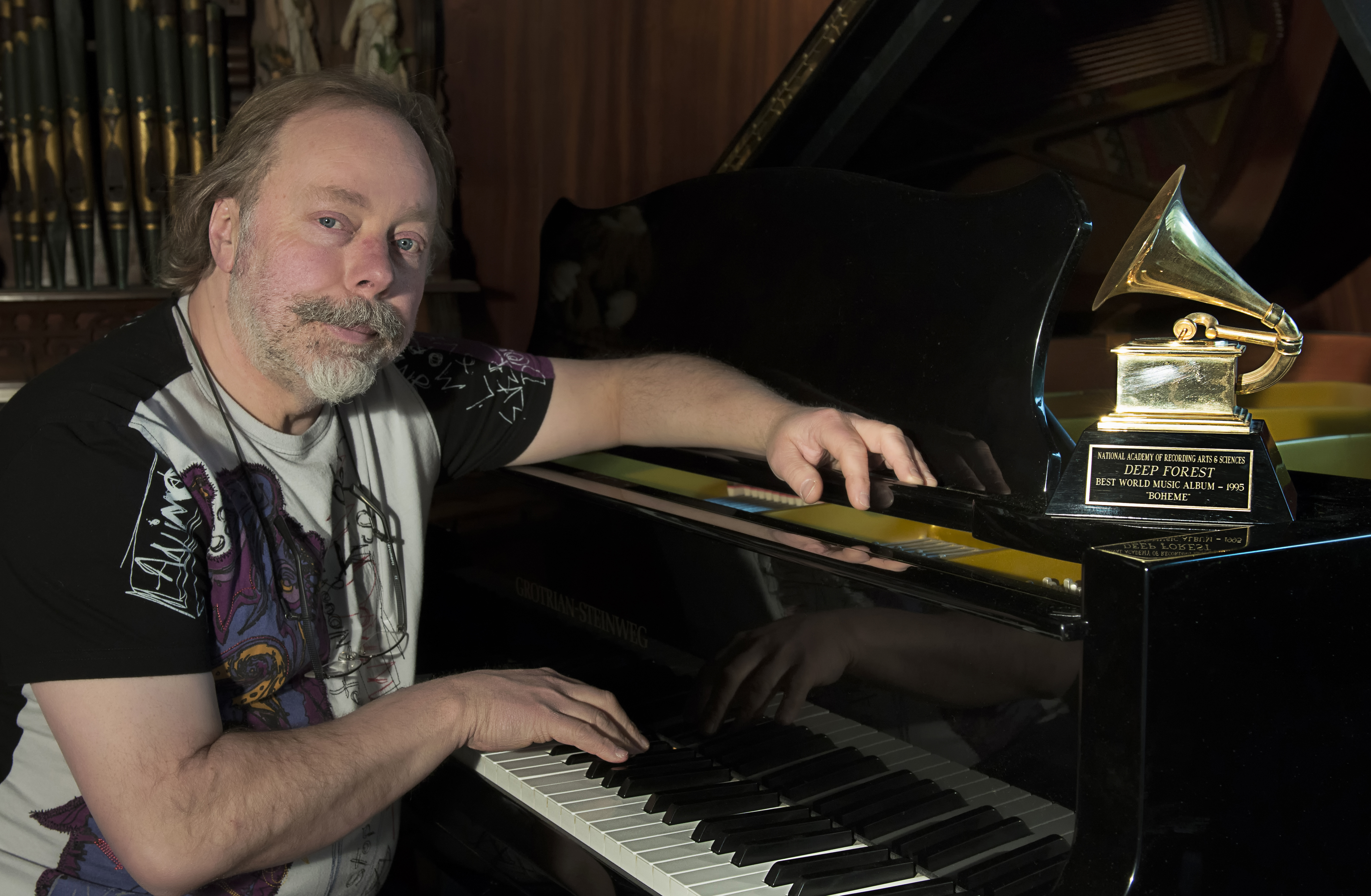
Michel Sanchez (* 1957)

- Sánchez, Miguel Ángel (* 1943), costa-ricanischer Radrennfahrer
- Sanchez, Mike (* 1964), britischer Sänger, Pianist und Gitarrist
- Sánchez, Moisés P. (* 1979), spanischer Jazz- und Fusionmusiker (Piano, Komposition, Arrangement) und Musikproduzent
- Sánchez, Nicolás (* 1988), argentinischer Rugby-Union-Spieler
- Sanchez, Olivia (* 1982), französische Tennisspielerin
- Sánchez, Omayra (1972–1985), kolumbianisches Mädchen und Opfer eines Vulkanausbruchs
- Sánchez, Óscar (1910–1974), chilenischer Fußballspieler
- Sánchez, Óscar (* 1985), kolumbianischer Radrennfahrer
- Sanchez, Oscar R., US-amerikanischer Schauspieler und Filmschaffender
- Sánchez, Osvaldo (* 1958), kubanischer Kunstkritiker und Kurator
- Sánchez, Oswaldo (* 1973), mexikanischer Fußballtorhüter
- Sanchez, Paul Robert (* 1946), US-amerikanischer römisch-katholischer Geistlicher, Weihbischof in Brooklyn
- Sanchez, Pedro (1924–2005), italienischer Schauspieler
- Sanchez, Pedro (* 1940), kubanisch-US-amerikanischer Bodenwissenschaftler
- Sánchez, Pedro (* 1972), spanischer Hochschullehrer und PolitikerPedro Sánchez (* 1972)

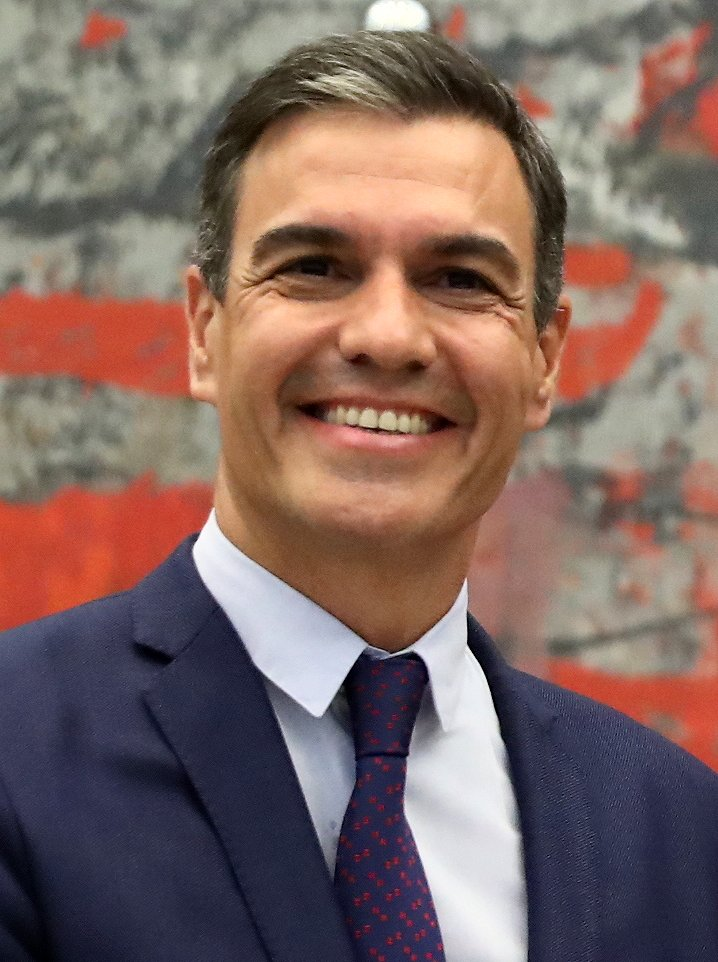
Pedro Sánchez (* 1972)

- Sánchez, Pedro Julio (* 1940), kolumbianischer Radrennfahrer
- Sánchez, Pelayo (* 2000), spanischer Radrennfahrer
- Sánchez, Pepe (1856–1918), kubanischer Musiker, Sänger und Komponist
- Sanchez, Philippe (* 1969), französischer Skilangläufer
- Sánchez, Pierre (* 1964), Schweizer Althistoriker
- Sanchez, Poncho (* 1951), US-amerikanischer Latin-Jazz-Musiker, Salsa-Sänger, Orchesterleiter und Congaspieler
- Sánchez, Pruden (1916–1998), spanischer Fußballspieler
- Sanchez, Rafael (* 1963), deutsch-spanischer Fußballspieler und -trainer
- Sanchez, Rafael (* 1975), Schweizer Regisseur und Intendant
- Sánchez, Ramón (* 1982), salvadorianischer Fußballspieler
- Sánchez, Ramón Gato, mexikanischer Fußballspieler
- Sanchez, Raphaël (* 1964), französischer Pianist, Komponist und Dirigent
- Sánchez, Raúl (1933–2016), chilenischer Fußballspieler
- Sánchez, Raúl (1939–2021), mexikanischer Fußballspieler und -trainer
- Sánchez, Raysa (* 1988), dominikanische Sprinterin
- Sánchez, Reyes, mexikanischer Fußballspieler
- Sánchez, Ricardo S. (* 1953), US-amerikanischer Militär, Generalleutnant der US Army
- Sanchez, Rigo, US-amerikanischer Schauspieler
- Sanchez, Rigoberto (* 1994), US-amerikanischer American-Football-Spieler
- Sánchez, Robert (* 1997), spanischer FußballtorwartRobert Sánchez (* 1997)

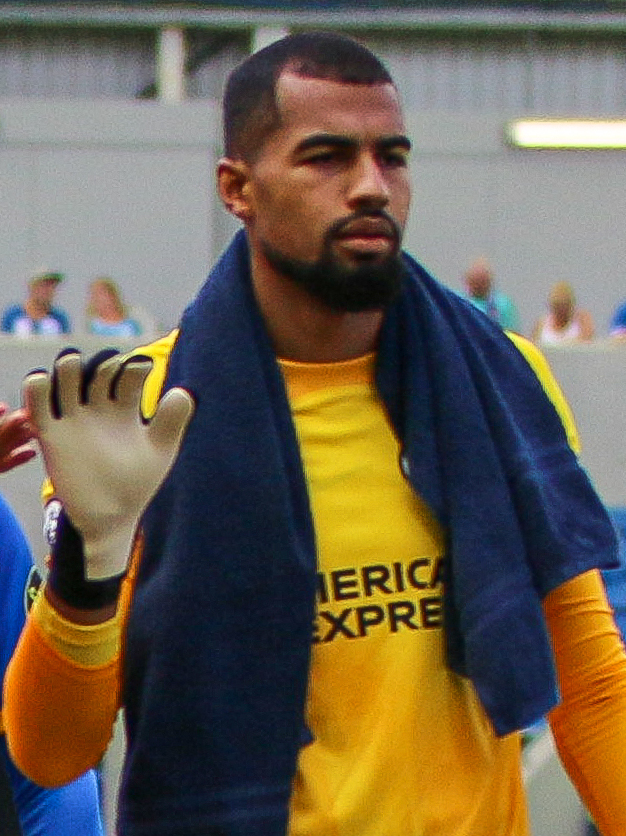
Robert Sánchez (* 1997)

- Sanchez, Robert Fortune (1934–2012), US-amerikanischer Geistlicher, Erzbischof von Santa Fe
- Sánchez, Rodolfo (1939–2025), mexikanischer Jazzmusiker (Saxophon)
- Sánchez, Rodolfo (* 1969), mexikanischer Fußballspieler
- Sanchez, Roger (* 1967), US-amerikanischer House-DJ und Musikproduzent
- Sánchez, Roi (* 1984), spanischer Handballtrainer
- Sánchez, Roselyn (* 1973), puerto-ricanische Schauspielerin und Sängerin
- Sánchez, Ryan (* 1998), puerto-ricanischer Leichtathlet
- Sánchez, Salvador (1959–1982), mexikanischer Boxer
- Sánchez, Salvi (* 1991), spanischer Fußballspieler
- Sánchez, Samuel (* 1978), spanischer RadrennfahrerSamuel Sánchez (* 1978)

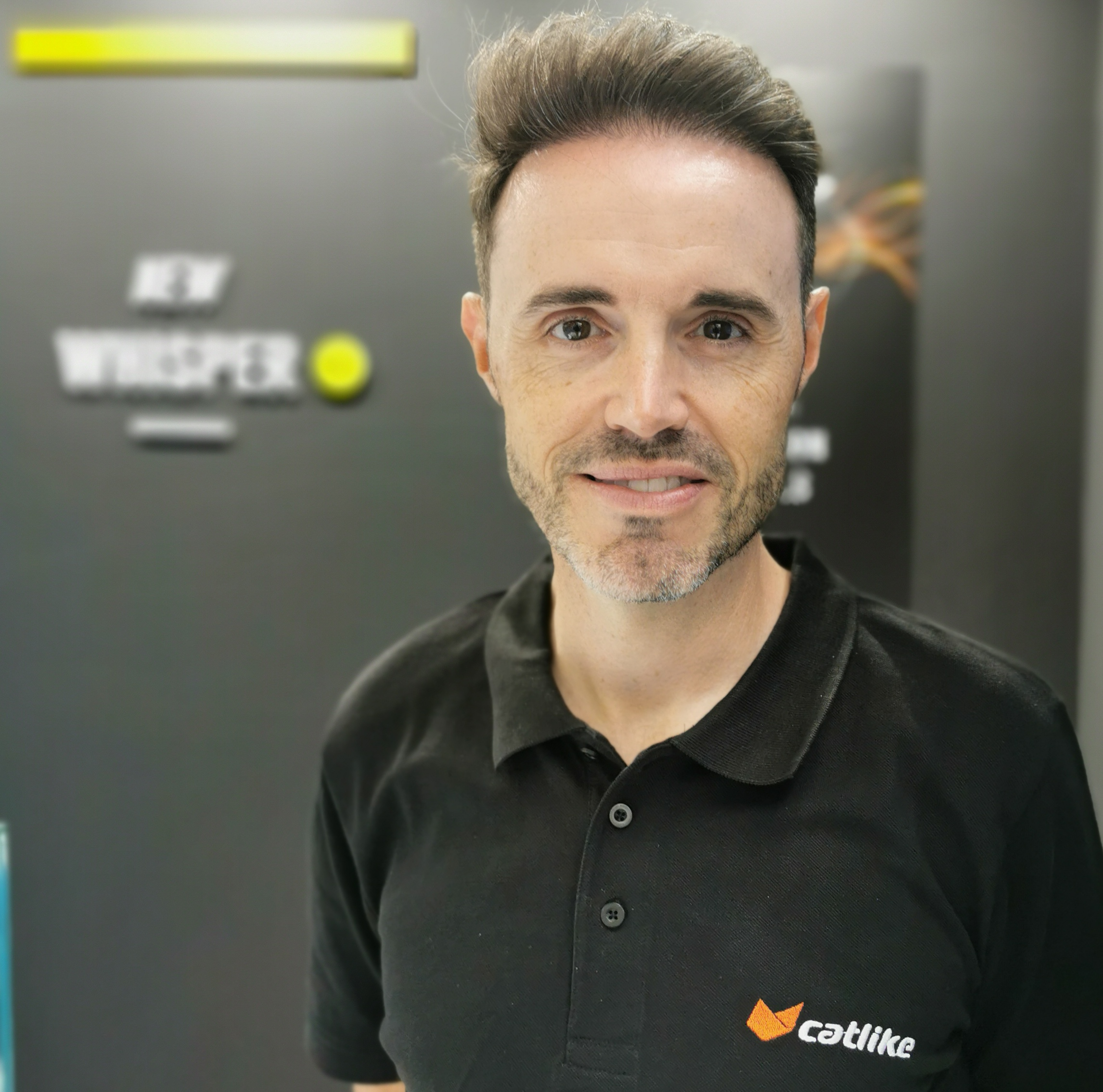
Samuel Sánchez (* 1978)

- Sánchez, Sandra (* 1981), spanische Karateka, Weltmeisterin und Goldmedaillengewinnerin bei Olympischen Spielen
- Sánchez, Sebastián (* 1989), uruguayischer Fußballspieler
- Sánchez, Sergio (* 1982), spanischer Langstreckenläufer
- Sánchez, Sergio (* 1986), spanischer Fußballspieler
- Sanchez, Stephen (* 2002), US-amerikanischer Sänger
- Sánchez, Susi (* 1955), spanische Schauspielerin
- Sánchez, Valentina (* 1999), argentinische Sprinterin
- Sánchez, Vanessa (* 1995), mexikanische Fußballspielerin
- Sánchez, Verónica (* 1977), spanische Schauspielerin
- Sánchez, Vicente (* 1979), uruguayischer Fußballspieler
- Sanchez, Victoria (* 1976), kanadische Schauspielerin
- Sánchez, Wilber (* 1968), kubanischer Ringer
- Sánchez, Yoani (* 1975), kubanische unabhängige Journalistin und ehemalige Bloggerin, Herausgeberin einer unabhängigen Online-Zeitung
- Sanchez, Yves (* 1989), österreichischer Fußballspieler
- Sánchez, Yvette (* 1957), Schweizer Hispanistin
- Sanchez, Yvonne (* 1967), Jazzsängerin
- Sanchez, Zalina (* 2001), deutsche Synchronsprecherin

###### Sanchez-A
- Sánchez-Andrade, Cristina (* 1968), spanische Schriftstellerin
- Sánchez-Azcona y Díaz Covarrubias, Juan (1876–1938), mexikanischer Botschafter

###### Sanchez-C
- Sánchez-Chiong, Jorge (* 1969), venezolanischer Komponist, Turntablist, Musikpädagoge und Musiker
- Sánchez-Cutillas, Carmelina (1921–2009), spanische Historikerin, Dichterin und Schriftstellerin

###### Sanchez-E
- Sánchez-Escribano, Irene (* 1992), spanische Hindernisläuferin

###### Sanchez-G
- Sánchez-Garnica, Paloma (* 1962), spanische Schriftstellerin
- Sánchez-Gijón, Aitana (* 1968), spanisch-italienische SchauspielerinAitana Sánchez-Gijón (* 1968)

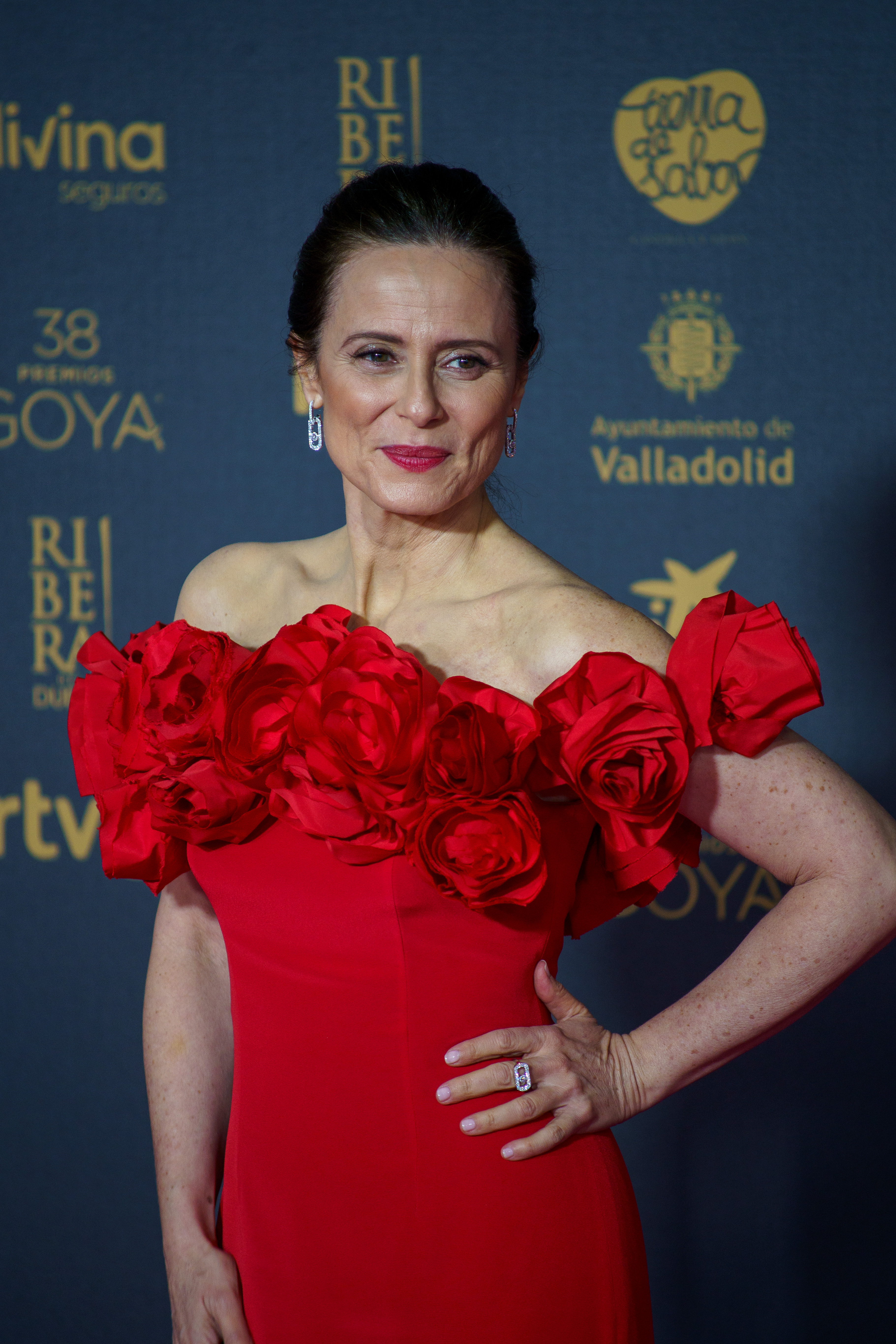
Aitana Sánchez-Gijón (* 1968)

- Sánchez-Guerra Martínez, José (1859–1935), Ministerpräsident von Spanien
- Sánchez-Guerra, Rafael (1897–1964), spanischer republikanischer Politiker, Journalist, Präsident des Madrid FC

###### Sanchez-M
- Sánchez-Madrid, Francisco (* 1954), spanischer Immunologe und Hochschullehrer
- Sánchez-Mejorada, Hernándo (1926–1988), mexikanischer Kaufmann und Botaniker
- Sánchez-Migallón, Miguel (* 1995), spanischer Handballspieler
- Sánchez-Moreno Lira, Luis (1925–2009), peruanischer Geistlicher, Erzbischof von Arequipa

###### Sanchez-Q
- Sánchez-Quintanar, Cristina (* 1989), spanische Tennisspielerin

###### Sanchez-S
- Sanchez-Schmid, Marie-Thérèse (* 1957), französische Politikerin (UMP), MdEP
- Sánchez-Silva, José María (1911–2002), spanischer Schriftsteller
- Sánchez-Silva, Raquel (* 1973), spanische Journalistin und FernsehmoderatorinRaquel Sánchez-Silva (* 1973)

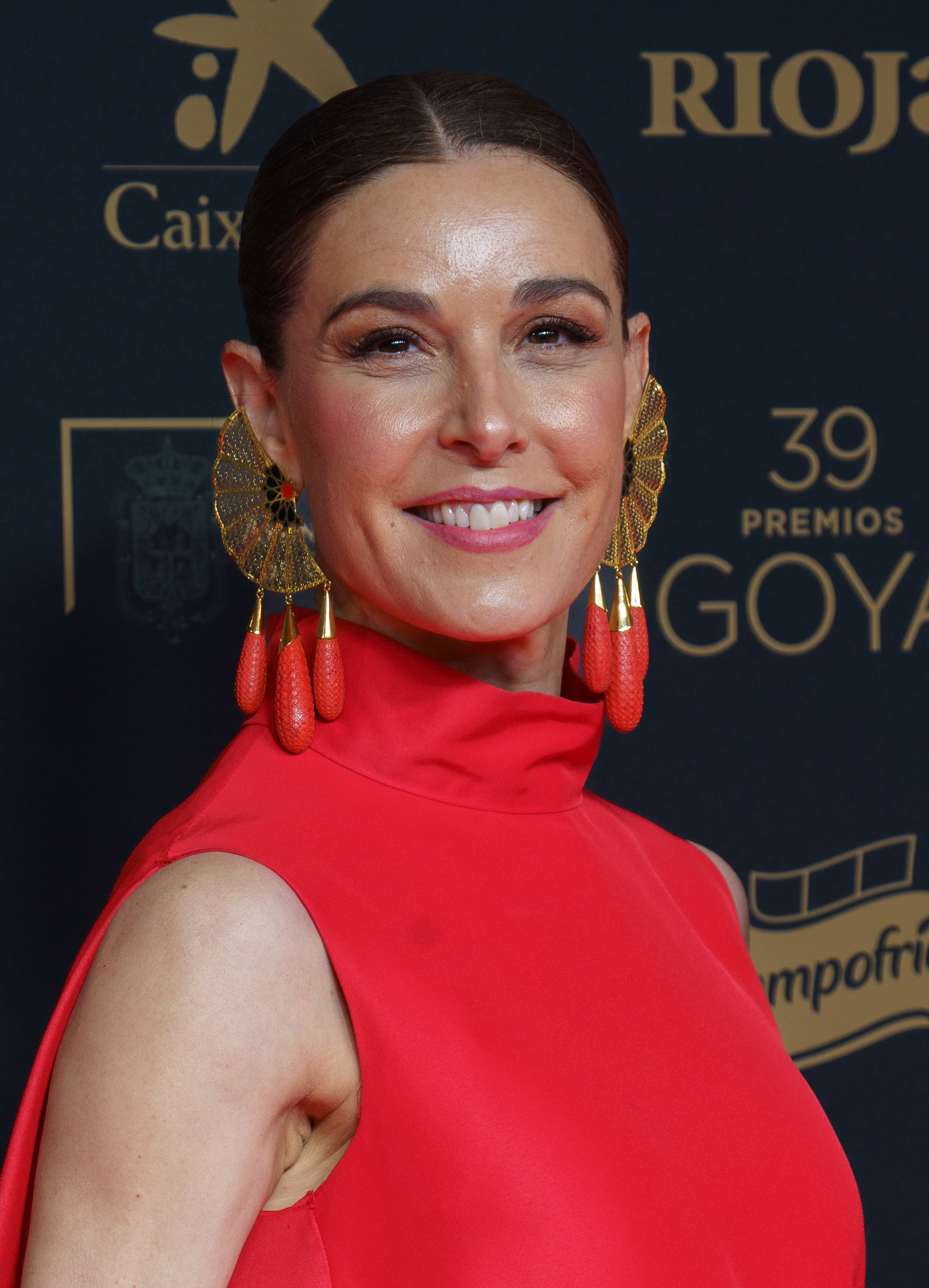
Raquel Sánchez-Silva (* 1973)

- Sanchez-Stockhammer, Christina (* 1978), deutsche Anglistin

###### Sanchez-V
- Sánchez-Valladares, Pablo (* 1997), spanischer Mittelstreckenläufer
- Sánchez-Verdú, José María (* 1968), spanischer Dirigent und Komponist zeitgenössischer Musik

###### Sanchez-Z
- Sánchez-Zúber, Eduardo (* 1961), mexikanischer Geiger und Dirigent

#### Sanchi
- Sanchini, Giustino (1860–1937), italienischer Geistlicher, Bischof von Fano
- Sanchis Guarner, Manuel (1911–1981), spanischer Historiker, Volkskundler, Romanist, Hispanist, Katalanist und Valencianist
- Sanchis, Anna (* 1987), spanische Radrennfahrerin
- Sanchis, José (* 1963), spanischer Radrennfahrer
- Sanchís, Manolo (* 1965), spanischer Fußballspieler
- Sanchís, Manuel (1938–2017), spanischer Fußballspieler
- Sanchis, Michel (* 1951), französischer Judoka

#### Sancho
- Sancho (1161–1223), Graf von Provence, Graf von Roussillon und Graf von Cerdanya
- Sancho Castañeda, José Eduardo (* 1947), salvadorianischer Politiker
- Sancho Garcés de Navarra, Herr von Uncastillo und Sangüesa
- Sancho García († 1017), Graf von Kastilien (995–1017)
- Sancho I. († 925), König von Navarra
- Sancho I. (935–966), König von León
- Sancho I. († 1094), König von Aragonien und Navarra
- Sancho I. (1154–1211), König von Portugal
- Sancho I. (1277–1324), König von Mallorca, Graf Cerdanya und Roussillon, sowie Herr von Montpellier
- Sancho II. (938–994), Graf von Aragon und König von Navarra
- Sancho II. († 1072), König von Kastilien, León und GalicienSancho II. († 1072)
- Sancho II., König von Portugal

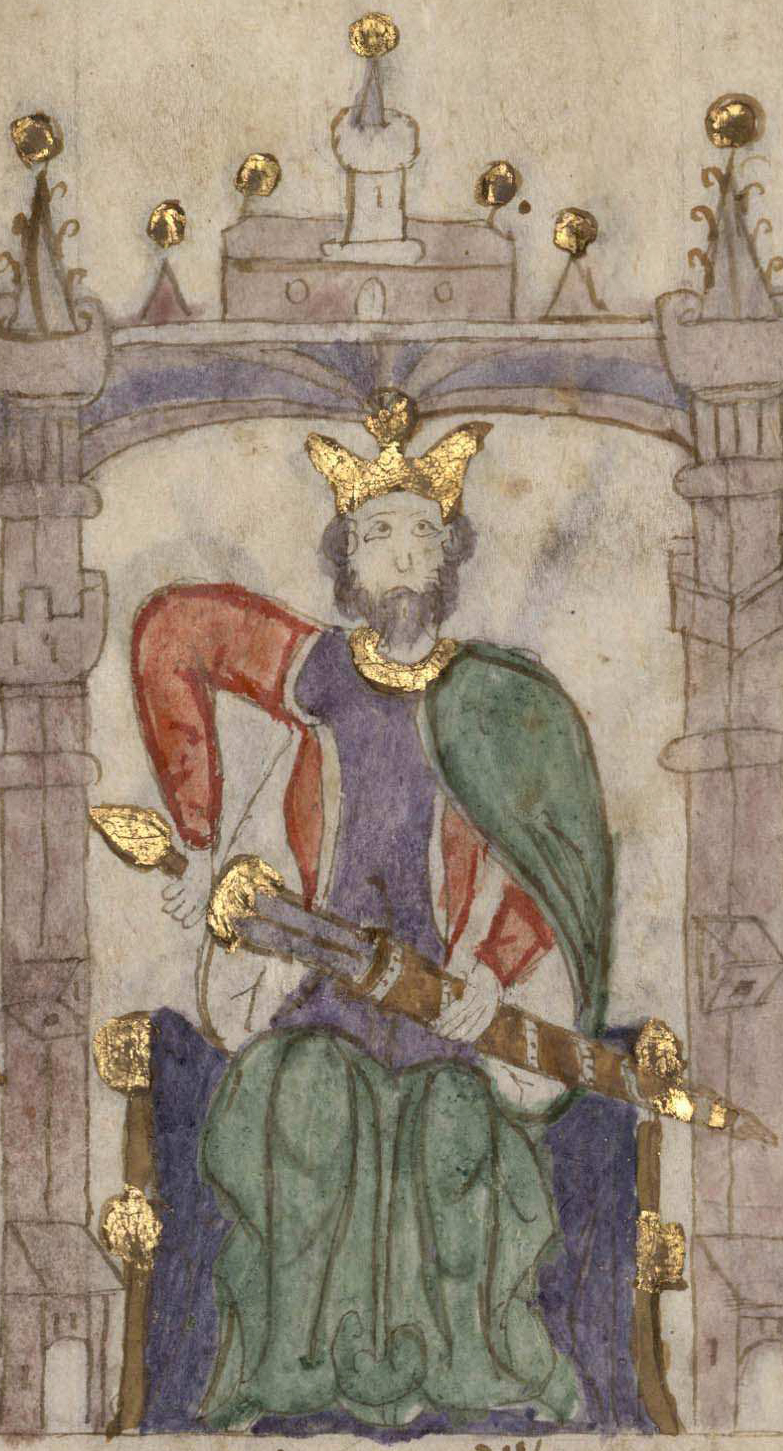
Sancho II. († 1072)

- Sancho III. († 1035), König von Navarra und Kastilien
- Sancho III. (1134–1158), König von Kastilien
- Sancho IV. (1040–1076), König von Navarra aus dem Haus Jiménez (1054–1076)
- Sancho IV. († 1295), König von Kastilien und León
- Sancho Sánchez, Graf der Gascogne
- Sancho VI. (1133–1194), König von Navarra
- Sancho VII. († 1234), König von Navarra (1194–1234)
- Sancho von Aragón († 1275), Erzbischof von Toledo
- Sancho, Brent (* 1977), Fußballspieler und Politiker aus Trinidad und Tobago
- Sancho, Bruno (* 1985), portugiesischer Straßenradrennfahrer
- Sancho, Fernando (1916–1990), spanischer Schauspieler
- Sancho, Ignatius (1729–1780), englischer Komponist und Schriftsteller
- Sancho, Jadon (* 2000), englischer FußballspielerJadon Sancho (* 2000)

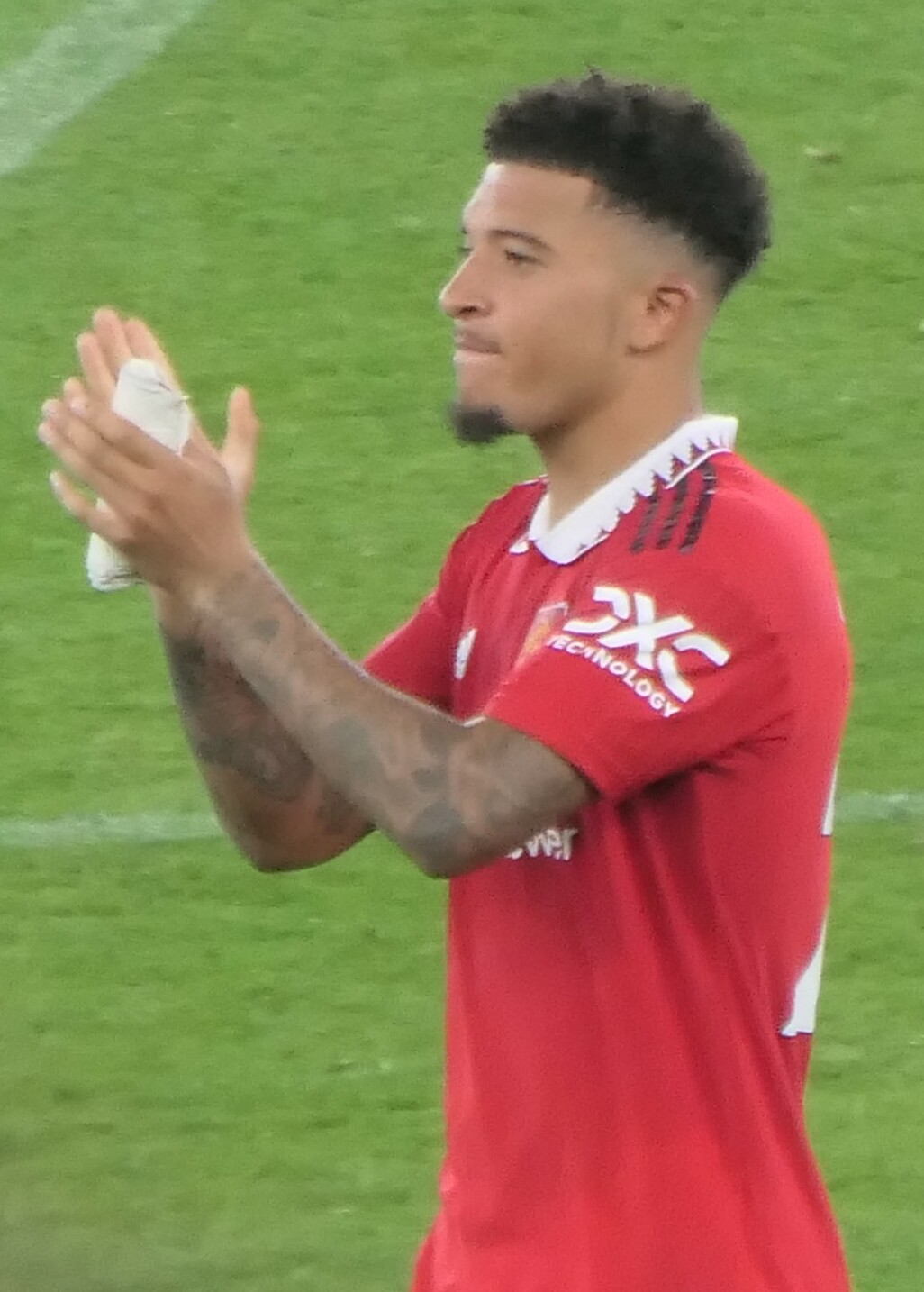
Jadon Sancho (* 2000)

- Sancho, Vicente (1784–1860), Regierungspräsident von Spanien
- Sancho, Vidal (* 1977), spanischer Schauspieler und Synchronsprecher

#### Sanchu
- Sanchuniathon, phönizischer Geschichtsschreiber

### Sanci
- Šančić, Antonio (* 1988), kroatischer Tennisspieler
- Sancin, Vasilka (* 1979), slowenische Juristin
- Sancious, David (* 1953), amerikanischer Fusionmusiker (Keyboards, Gitarre)
- Sancisi-Weerdenburg, Heleen (1944–2000), niederländische Althistorikerin

### Sancl
- Sanclemente Valencia, Angie (* 1979), kolumbianisches Fotomodell

### Sancr
- Sancroft, Florence (1902–1978), britische Schwimmerin
- Sancroft, William (1617–1693), Erzbischof von Canterbury

### Sanct
- Sancta Clara, Abraham a (1644–1709), deutscher Theologe, Prediger und SchriftstellerAbraham a Sancta Clara (1644–1709)

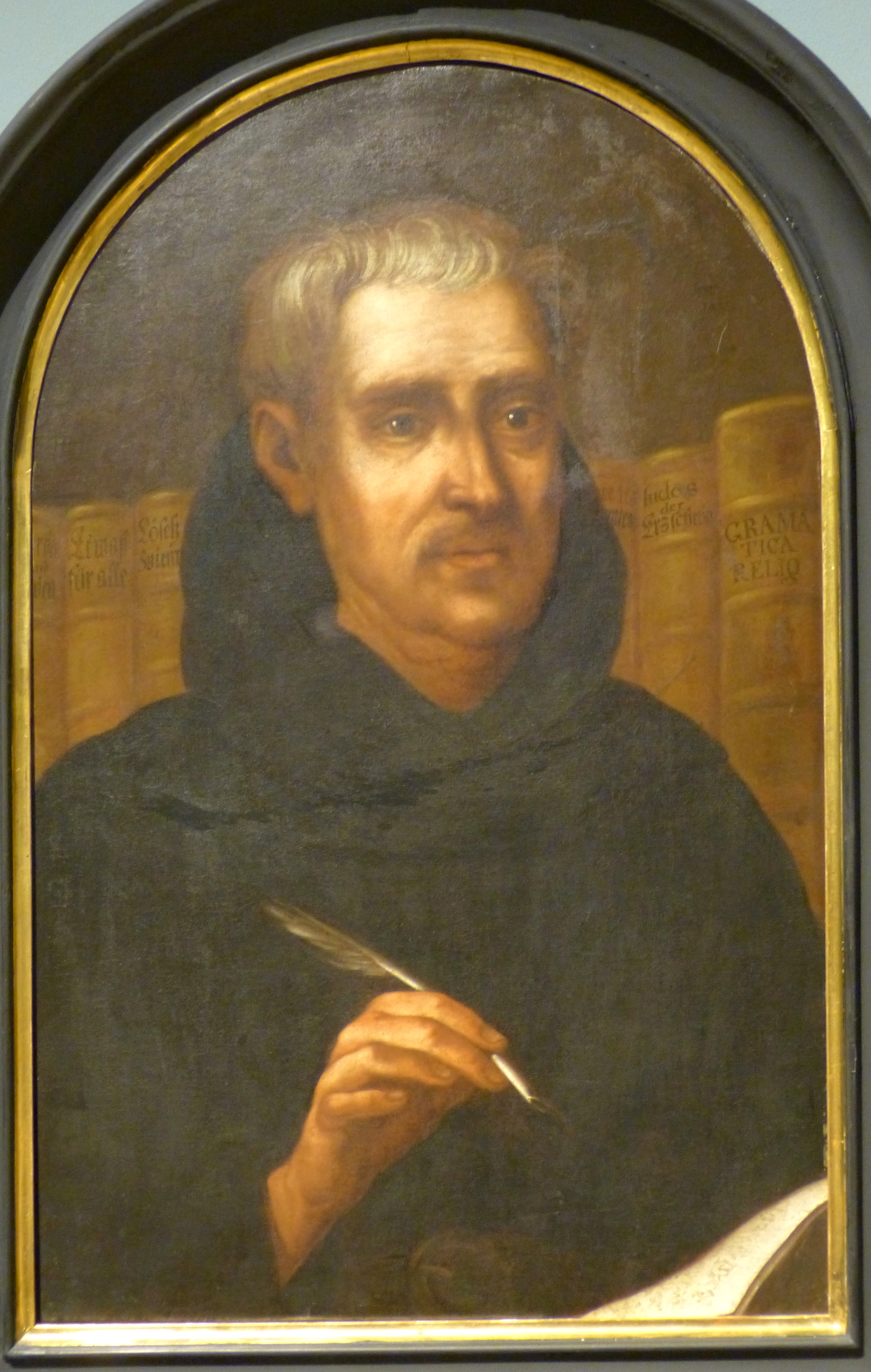
Abraham a Sancta Clara (1644–1709)

- Sanctinius Aeternus, Gaius, römischer Offizier (Kaiserzeit)
- Sanctis Ciabatonni, Giovanni Battista de (1865–1925), kolumbianischer Musikpädagoge, Klarinettist und Dirigent
- Sanctis, Paolo De (1816–1907), italienischer Geistlicher
- Sancto Aegidio, Sara de, französische Medizinerin
- Sancton, Tom (* 1949), amerikanischer Autor und Jazzmusiker
- Sanctus, Senator und römischer Konsul